# Amorphophallus
Amorphophallus ist eine Pflanzengattung innerhalb der Familie der Aronstabgewächse (Araceae). Das weite Verbreitungsgebiet der etwa 200 Arten ist die Paläotropis mit Ozeanien, Afrika und Asien. Die Titanenwurz (Amorphophallus titanum) besitzt die größte „Blume“ der Welt.

## Beschreibung und Ökologie

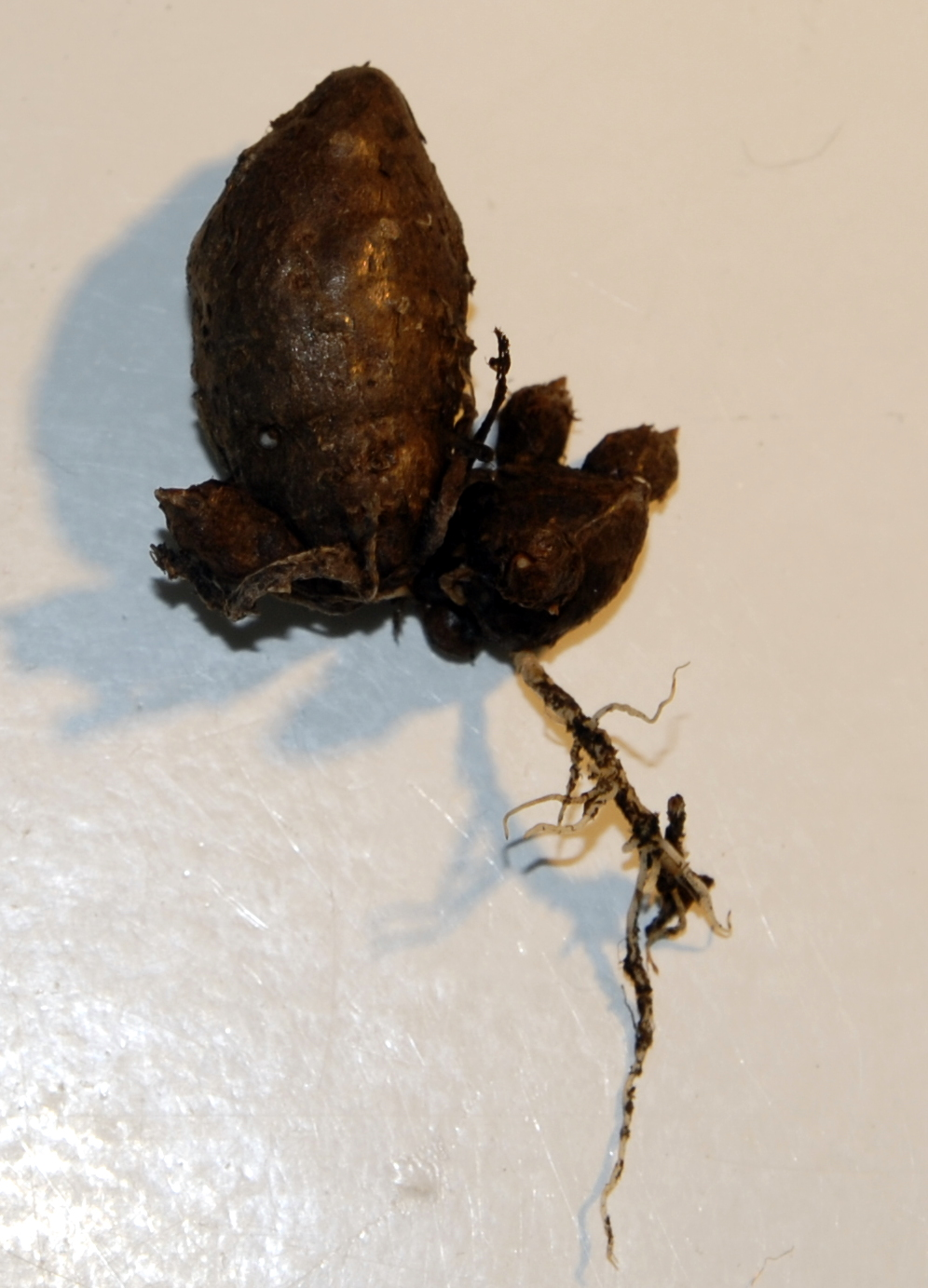
Knolle von Amorphophallus myosuroides

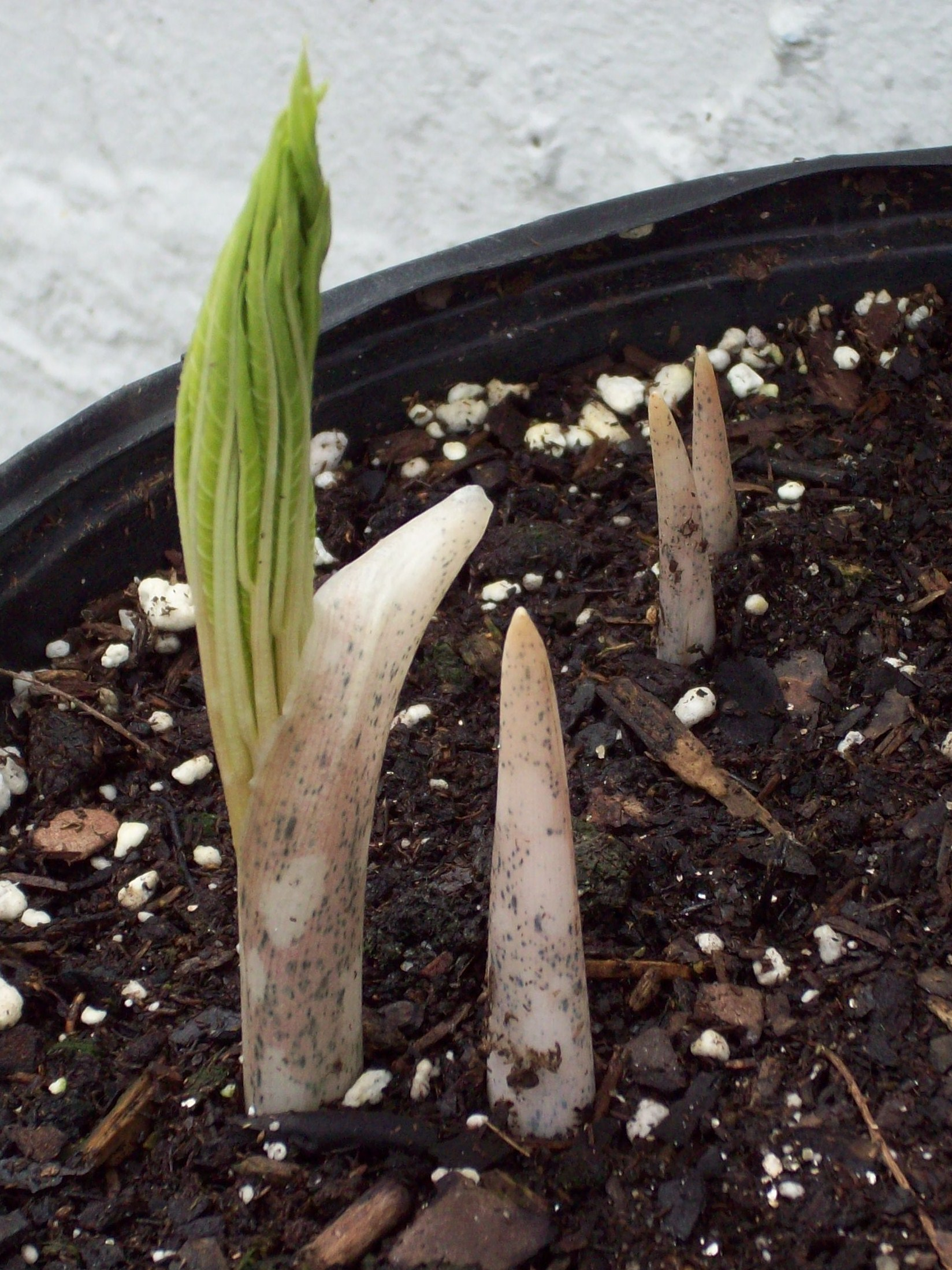
Frisch austreibende Amorphophallus abyssinicus

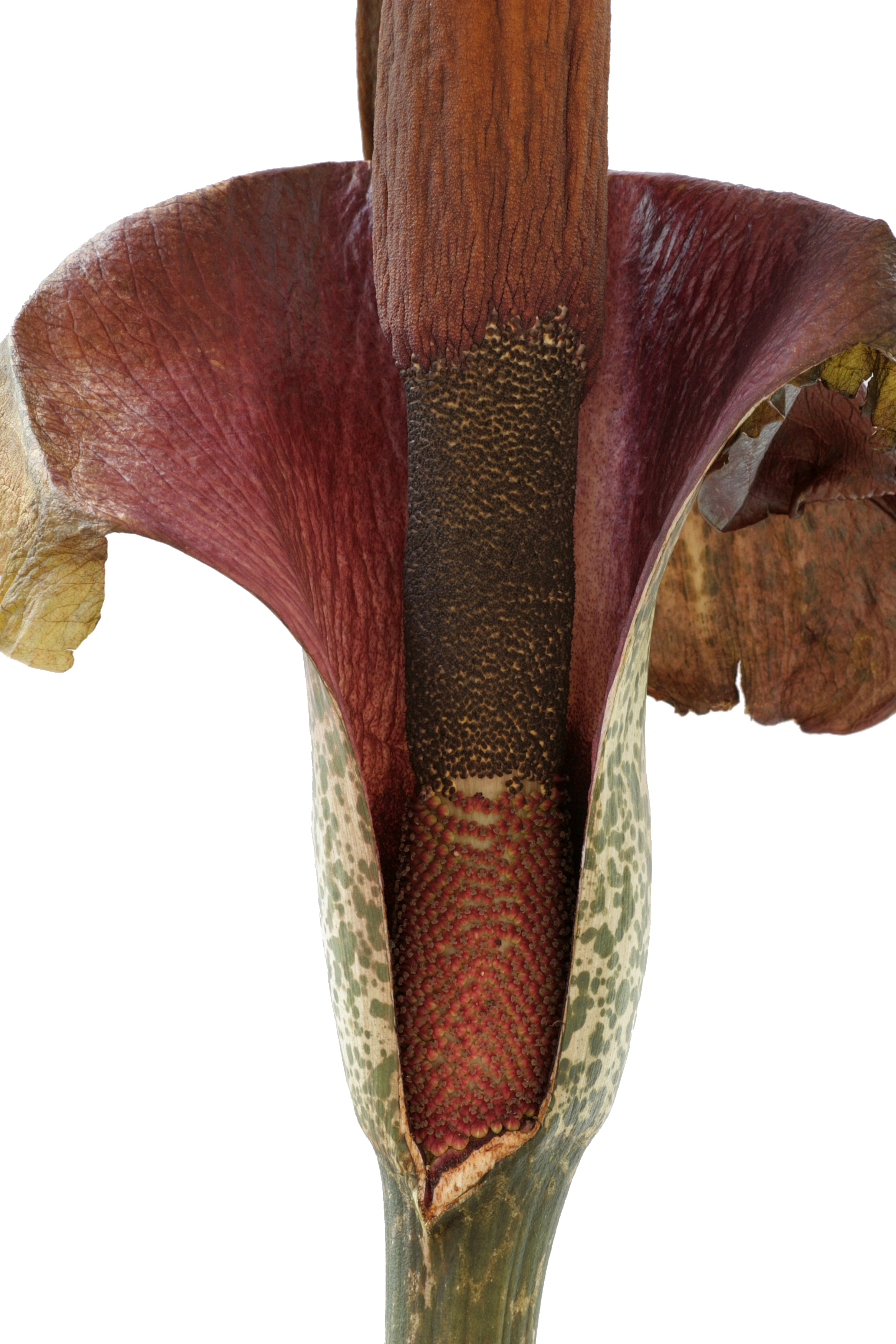
Blütenstand von Amorphophallus konjac, aufgeschnitten mit weiblichen und männlichen Abschnitten am Kolben

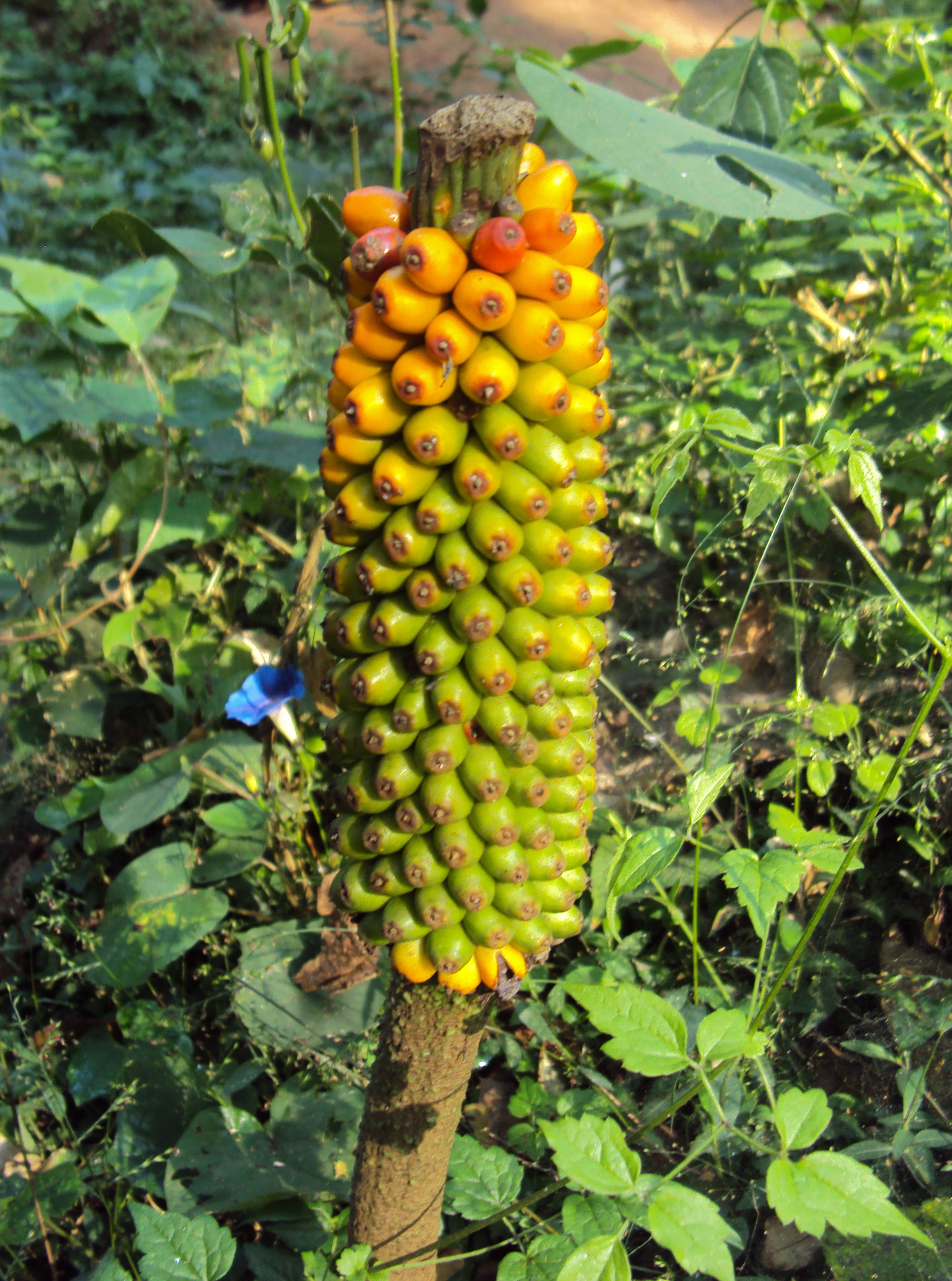
Fruchtstand von Amorphophallus sylvaticus mit Beeren in unterschiedlichen Reifestadien

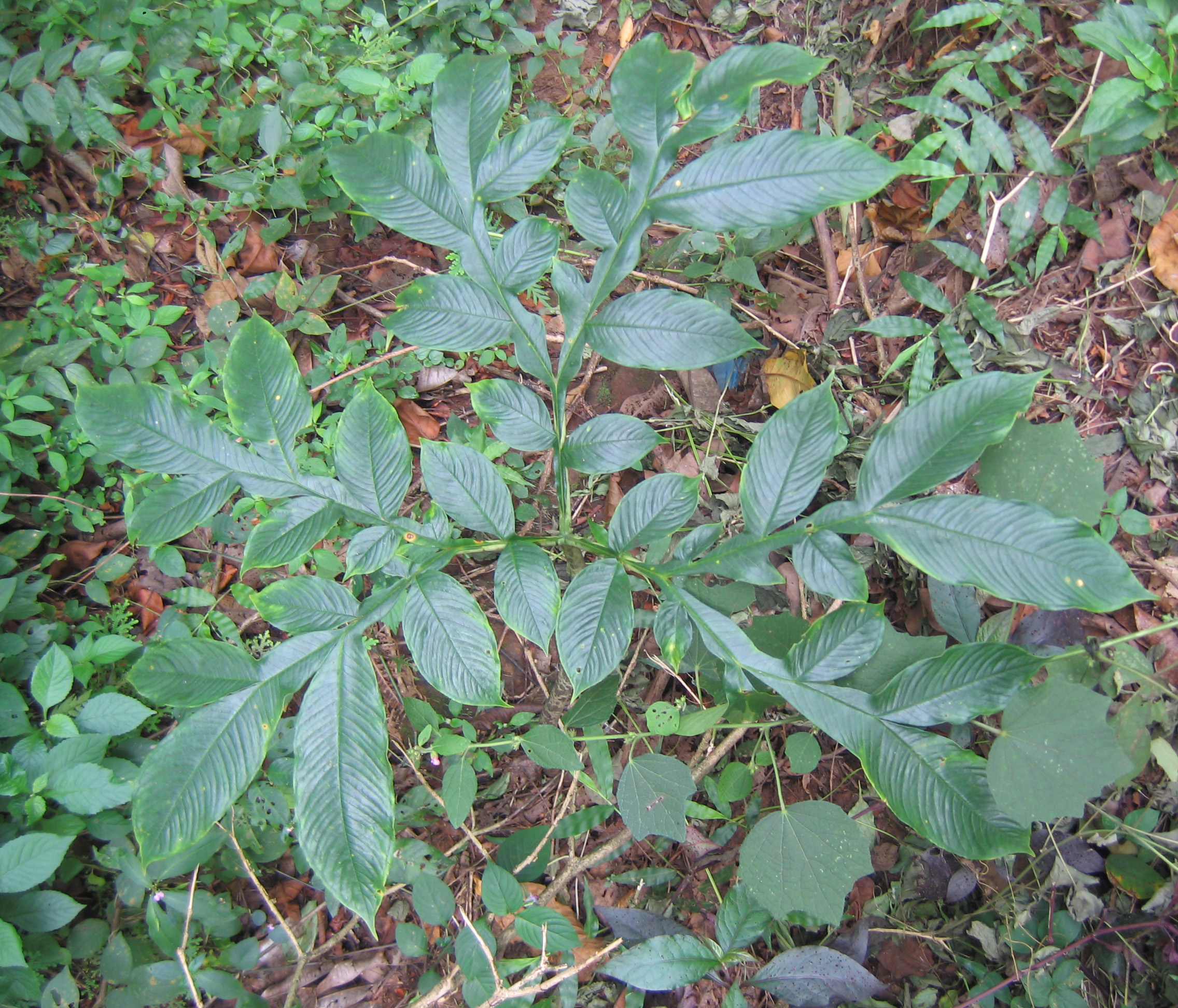
Geteilte Blattspreite von Amorphophallus sylvaticus

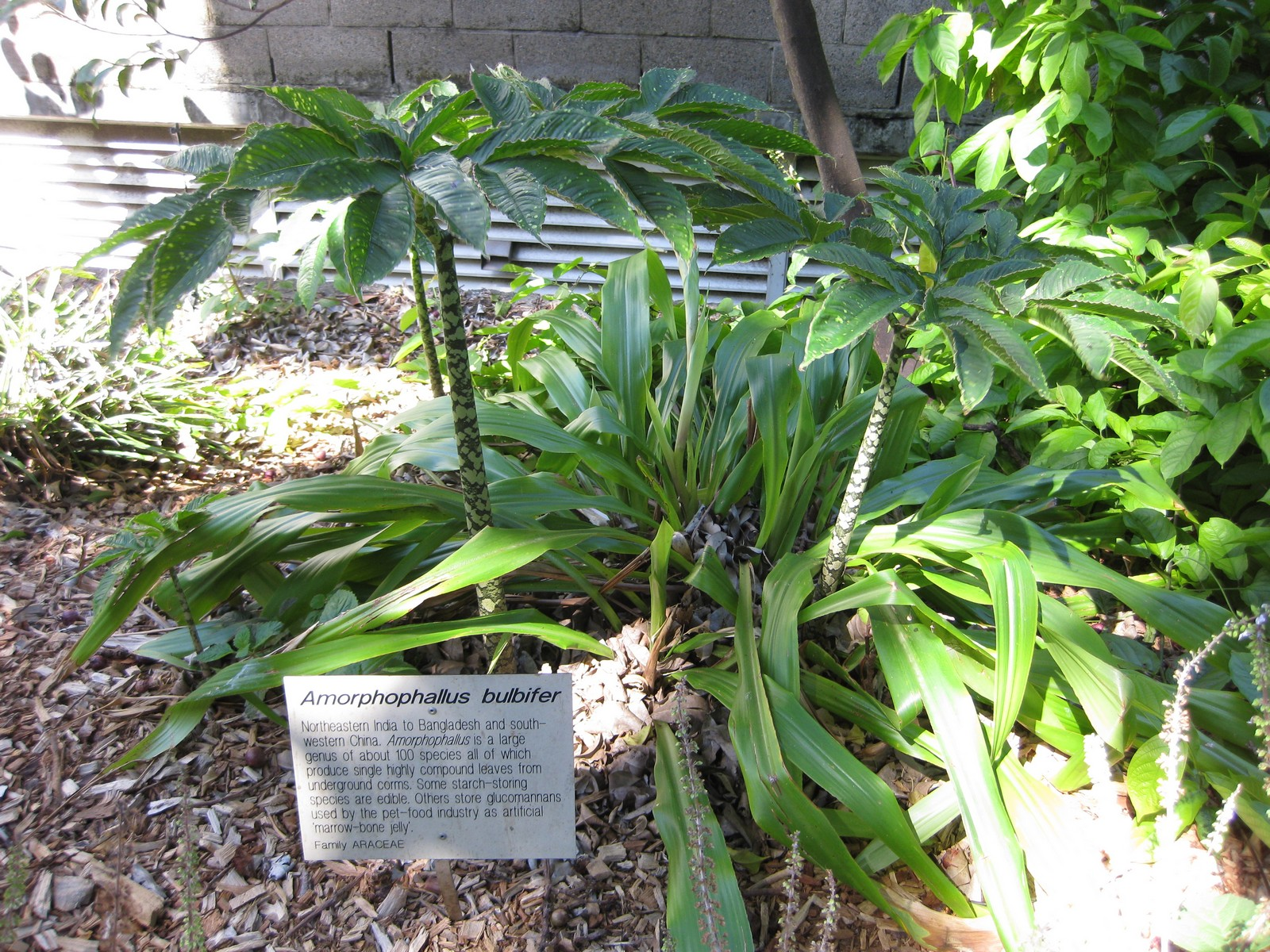
Vegetative Phase von Amorphophallus bulbifer

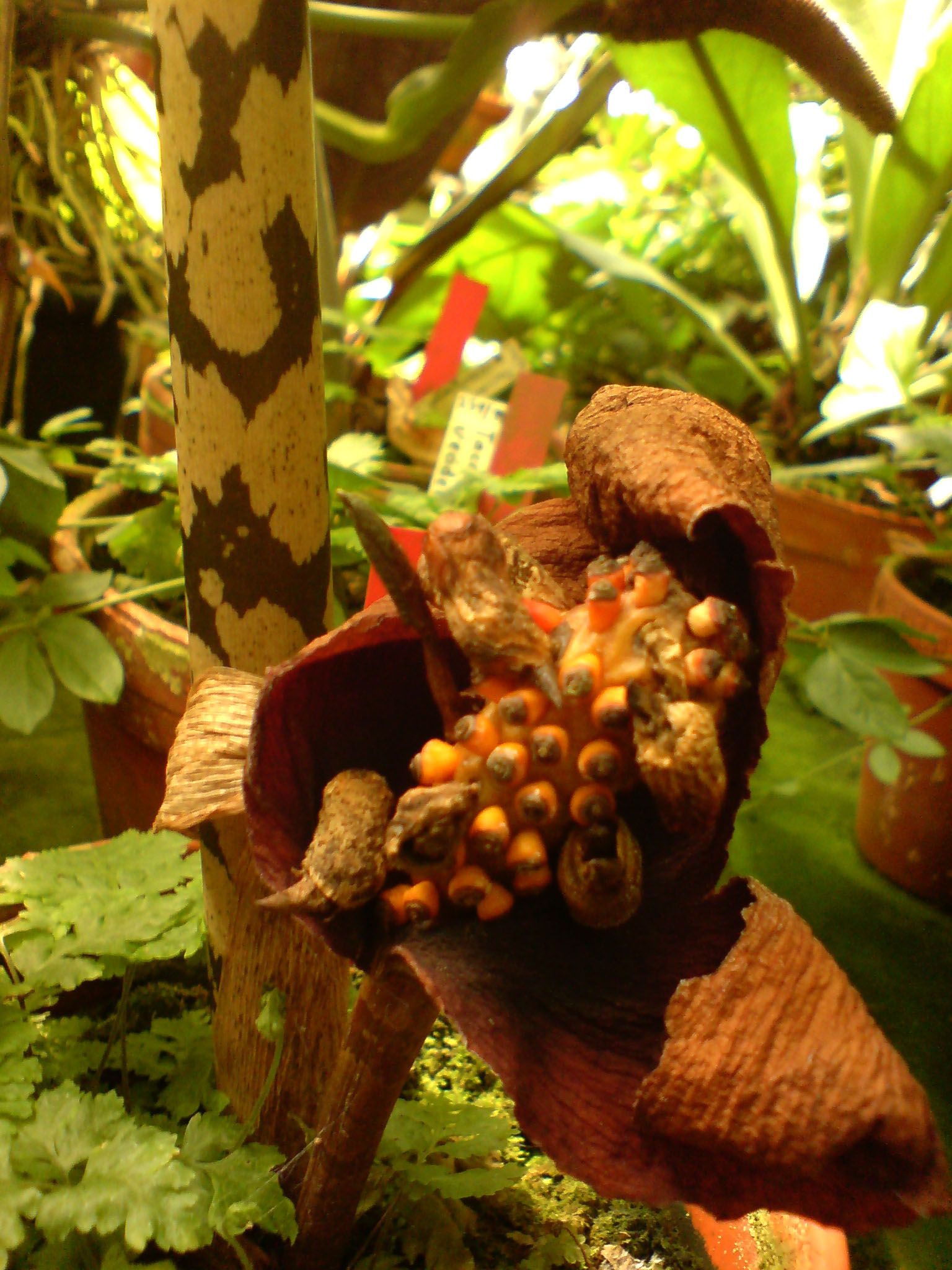
Fruchtstand von Amorphophallus bulbifer

### Erscheinungsbild, Überdauerungsorgane und Laubblätter
Amorphophallus-Arten wachsen als kleine bis sehr große, saisongrüne, ausdauernde krautige Pflanzen. Diese Geophyten bilden als Überdauerungsorgane unterirdische Knollen, die bei manchen Arten zu mehreren hintereinander aufgereiht sind oder selten echte, mehr oder weniger kriechende Rhizome. Manche Arten bilden zur vegetativen Vermehrung Bulbillen auf den Blättern, entweder auf der Blattfläche, entlang der Blattrhachis oder zwischen beiden genannten Möglichkeiten.
Jede Pflanze bringt in der Vegetationsperiode in der Regel nur ein relativ großes Laubblatt hervor, selten zwei oder mehr. Die Laubblätter sind deutlich in Blattstiel und Blattspreite gegliedert. Der meist aufrechte, meist kahle, selten behaarte Blattstiel ist meist im Querschnitt stielrund oder selten kantig, leicht gerillt oder teilweise runzelig. Die mehr oder weniger horizontale Blattspreite ist meist in drei Hauptsegmente geteilt. Die Hauptsegmente können gleich lang sein oder das obere ist kürzer als die seitlichen. Die kahle Blattrhachis ist schmal bis breit geflügelt und besitzt oft noch viele weitere Teilblättchen.

### Blütenstände, Blüten und Bestäubung
Je Saison bildet eine Pflanze während oder nach dem Vorhandensein des Laubblattes seitlich von ihm einen, zwei bis drei oder sogar mehr Blütenstände, nacheinander oder gleichzeitig. Amorphophallus-Arten sind einhäusig getrenntgeschlechtig (monözisch). Der gesamte Blütenstand wirkt blütenbiologisch als Blume. Die Blütenstände besitzen den für Araceae typischen Aufbau. Auf einem mehr oder weniger langen Blütenstandsschaft steht über einem einzelnen Hochblatt, der Spatha, ein Kolben, der Spadix.
Die Ränder der Spatha stehen meist an ihrer Basis dicht zusammen. Selten sind sie offen oder verwachsen. Je nach Art ist die Spatha unterschiedlich geformt und außen sehr unterschiedlich gefärbt.
Der Spadix beginnt direkt über der Spatha oder durch ein Blütenstandsachsenstück etwas emporgehoben. Im unteren Bereich des Kolbens befindet sich die weibliche Zone, die direkt in die männliche Zone übergehen kann oder beide Zonen sind von einer sterilen Zone getrennt. Die kleinen, reduzierten, eingeschlechtigen Blüten besitzen an ihrem äußeren Bereich manchmal Staminodien, aber nie Blütenhüllblätter. Die weiblichen Blüten enthalten nur einen Stempel. Der sitzende oder kurz gestielte Fruchtknoten ist ein- bis vierkammerig (Unterschied zu Pseudodracontium mit immer einkammerigen Fruchtknoten). In jeder Fruchtknotenkammer befindet sich nur eine Samenanlage. Ein Griffel ist deutlich vorhanden oder kaum erkennbar; er kann vom Fruchtknoten deutlich abgegrenzt sein. Wenn am Kolben eine sterile Zone vorhanden ist, dann ist sie meist Staminodien bedeckt. Selten ist dieser Bereich teilweise oder vollkommen frei von Staminodien. Die männliche Zone ist zylindrisch, spindelförmig, konisch oder verkehrt-konisch. Die männliche Blüten enthalten meist drei bis sechs (ein bis acht) Staubblätter. Die kurzen oder verlängerten Staubblätter besitzen höchstens sehr kurze Staubfäden, untereinander frei, teilweise oder vollständig verwachsen sind. Die Staubbeutel besitzen zwei Theken. Die kugeligen oder elliptischen Pollenkörner besitzen keine Aperturen. Der Spadix endet fast immer in einem sterilen Bereich, der je nach Art sehr unterschiedlich und manchmal sehr auffällig ausgebildet ist, manchmal mit Falten oder Spalten.
Wenige wissenschaftliche Berichte gibt es über die Bestäubung bei Amorphophallus-Arten. Meist sind es nur Beobachtungen, welche Insektenarten sich in den Blütenständen aufhalten, aber nicht welchen Beitrag sie zur Bestäubung leisten. Die Spatha bildet eine becherförmige Basis, die bei manchen Arten als Insektenfalle gedeutet werden kann. Einige Arten verhindern tatsächlich beispielsweise durch haarähnliche Organe, dass Insekten heraus klettern können. Die Bestäuber in den Blütenständen gefangen zu halten, ist aber nötig für eine effektive Bestäubung. Wenn die Spatha, die im knospigen Zustand den Spadix schützend umschließt, sich öffnet, sind die weiblichen Blüten im bestäubungsfähigen Zustand und müssen am selben Tag bestäubt werden. Der offene Blütenstand verströmt einen Lockduft, der bei den unterschiedlichen Arten sehr verschieden ist. Bei den meisten Arten ist der Duft für den Menschen unangenehm nach Verwesung, Tod, Jauche und ähnlichem. Wenige Arten verströmen einen für den Menschen angenehmen Geruch nach Karotten, Anis, Schokolade, Zitrone oder Obst. Diese Breite an Düften wurden chemisch analysiert. Gleichzeitig mit der Produktion dieser Düfte erwärmt sich der Spadix, hauptsächlich der obere Bereich, deutlich oder/und wirkt durch seine infraroten Anteile. Die dunkel-bräunlichen bis bräunlich-purpurfarbenen Teile des Blütenstandes mancher Arten wirken wie verwesende Tiere. Sogar Haare im obersten Bereich des Blütenstandes bei einigen Arten verstärken diese Illusion von toten Tieren. Wenn die Insekten ins Innere der Spatha gelangen, wandern sie hinunter zu den weiblichen Blüten und können Blütenstaub von anderen Blütenständen, der an ihnen haftet, dort deponieren. An diesem ersten Tag der Blütezeit eines Blütenstandes sind die männlichen Blüten noch geschlossen. Die Insekten sollen also im Blütenstand verweilen, bis sich die männlichen Blüten öffnen, um den Blütenstaub aufzunehmen und zu anderen Blütenständen zu transportieren. Damit die Insekten verweilen, gibt es einige Strategien. Beispielsweise stellen einige Amorphophallus-Arten Nahrung zur Verfügung in Form von fleischigen Warzen oder Staminodien, die zu proteinreichen Nahrungskörpern umgebildet sind. Auch der oberste Bereich des Spadix stellt bei manchen Arten eine solche Futterquelle dar. Nachdem an den Insekten Pollen haftet, können sie den Blütenstand verlassen.

### Früchte und Samen
Am Fruchtstand stehen die Beeren dicht zusammen bis relativ weit auseinander. Die kugeligen, eiförmigen oder schmal elliptischen Beeren färben sich bei Reife meist orange bis rot, selten blau oder weiß, und sind meist glatt oder selten warzig; sie enthalten ein bis vier Samen. Die Samen besitzen meist eine deutlich Raphe und sie enthalten kein Endosperm. Die Beeren werden von Vögeln gefressen, dazu gibt es allerdings nur wenige gesicherte Beobachtungen.

## Systematik und Verbreitung
Die Gattung Amorphophallus wurde 1834 durch Carl Ludwig Blume aufgestellt, die Typusart ist Amorphophallus campanulatus. Der wissenschaftliche Gattungsname Amorphophallus bedeutet übersetzt so viel wie „unförmiger Penis“. Die Gattung Amorphophallus gehört zur Tribus Thomsonieae in der Unterfamilie Aroideae innerhalb der Familie Araceae. Synonyme für Amorphophallus Bl. ex Decne. nom. cons. sind: Allopythion Schott, Brachyspatha Schott, Candarum Schott nom. illeg., Conophallus Schott, Corynophallus Schott, Dunalia Montrouz., Hansalia Schott, Hydrosme Schott, Kunda Raf., Plesmonium Schott, Proteinophallus Hook. f., Pseudodracontium N.E.Br., Pythion Mart. nom. rej., Pythonium Schott nom. illeg., Rhaphiophallus Schott, Synantherias Schott, Tapeinophallus Baill., Thomsonia Wall. nom. rej.
Das Verbreitungsgebiet von Amorphophallus ist paläotropisch. Man findet Arten im tropischen West- bis Ostafrika (einschließlich Madagaskar), südlichen und südöstlichen bis östlichen Asien, nördlichen Australien, auf Pazifischen Inseln. In China kommen 16 Arten vor, sieben davon nur dort.
Es gibt etwa 200 Arten:

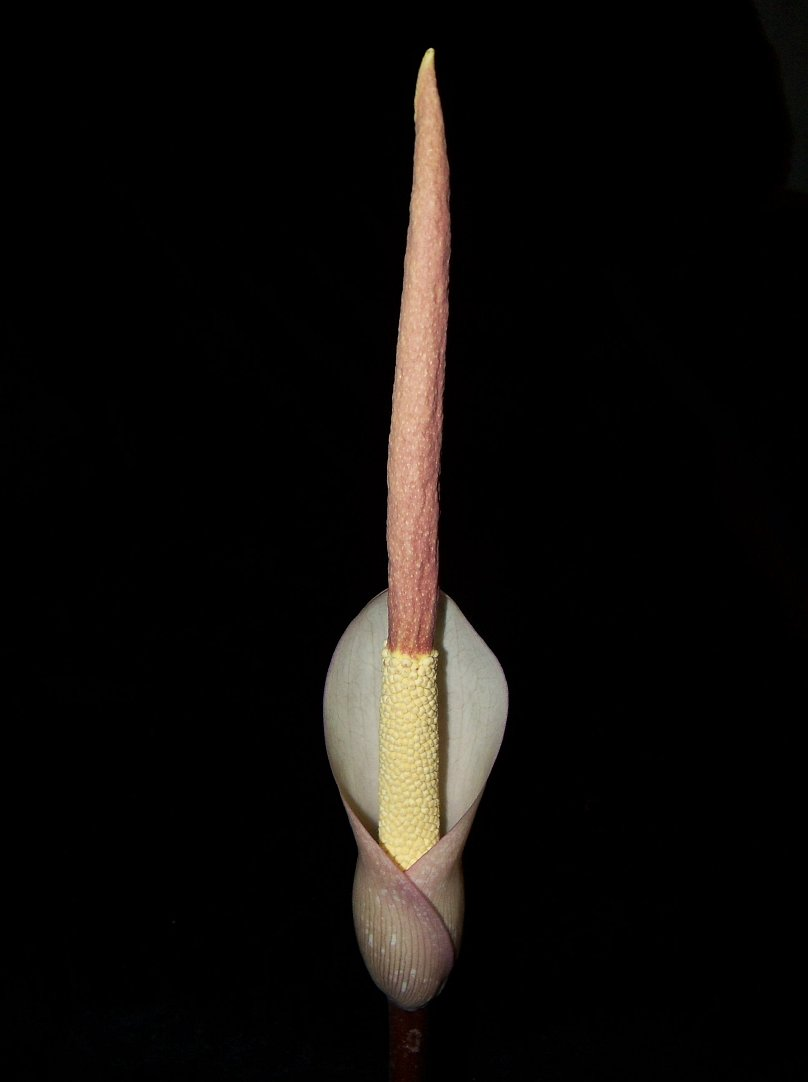
Blütenstand von Amorphophallus atroviridis

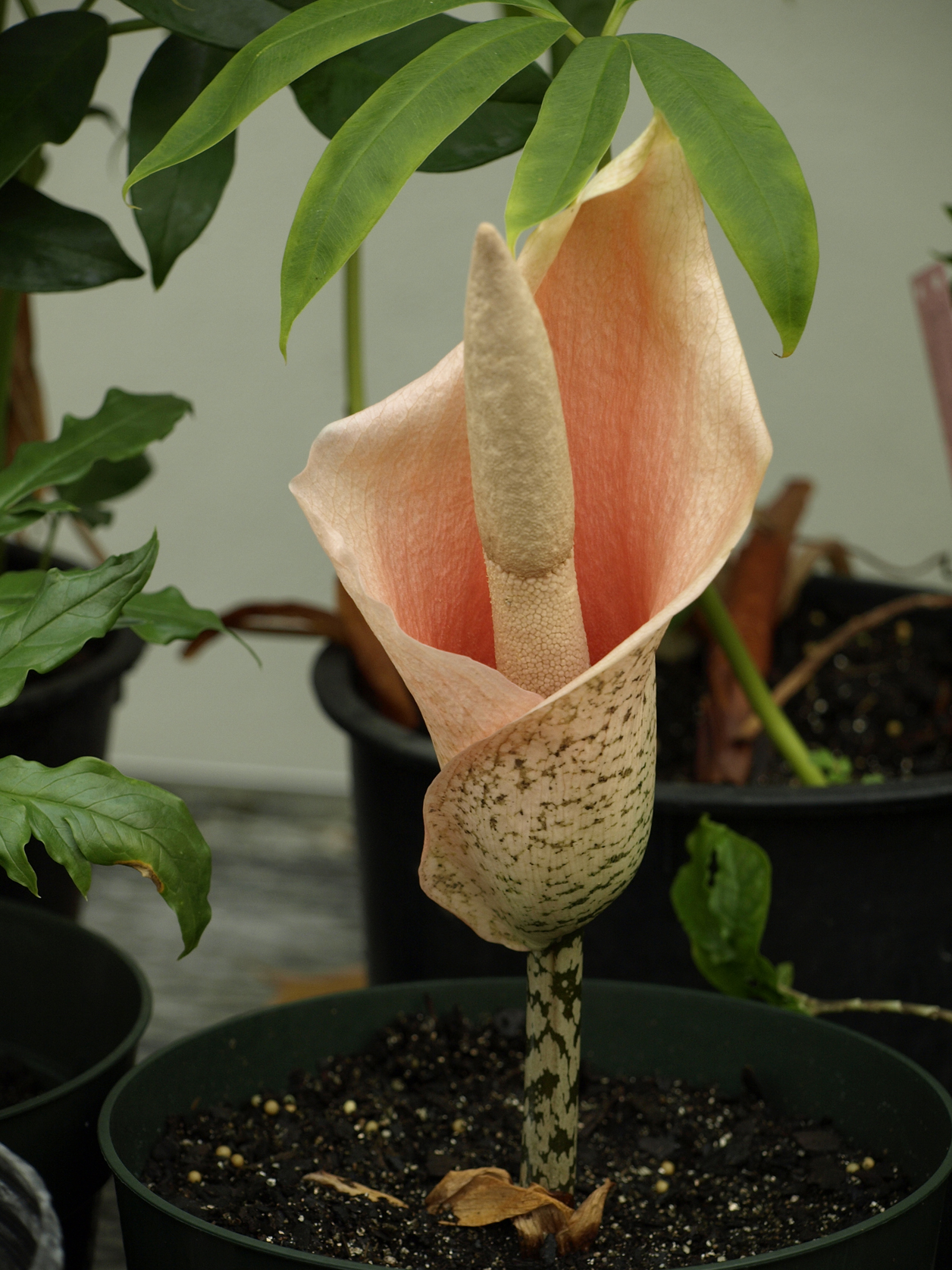
Blütenstand von Amorphophallus bulbifer

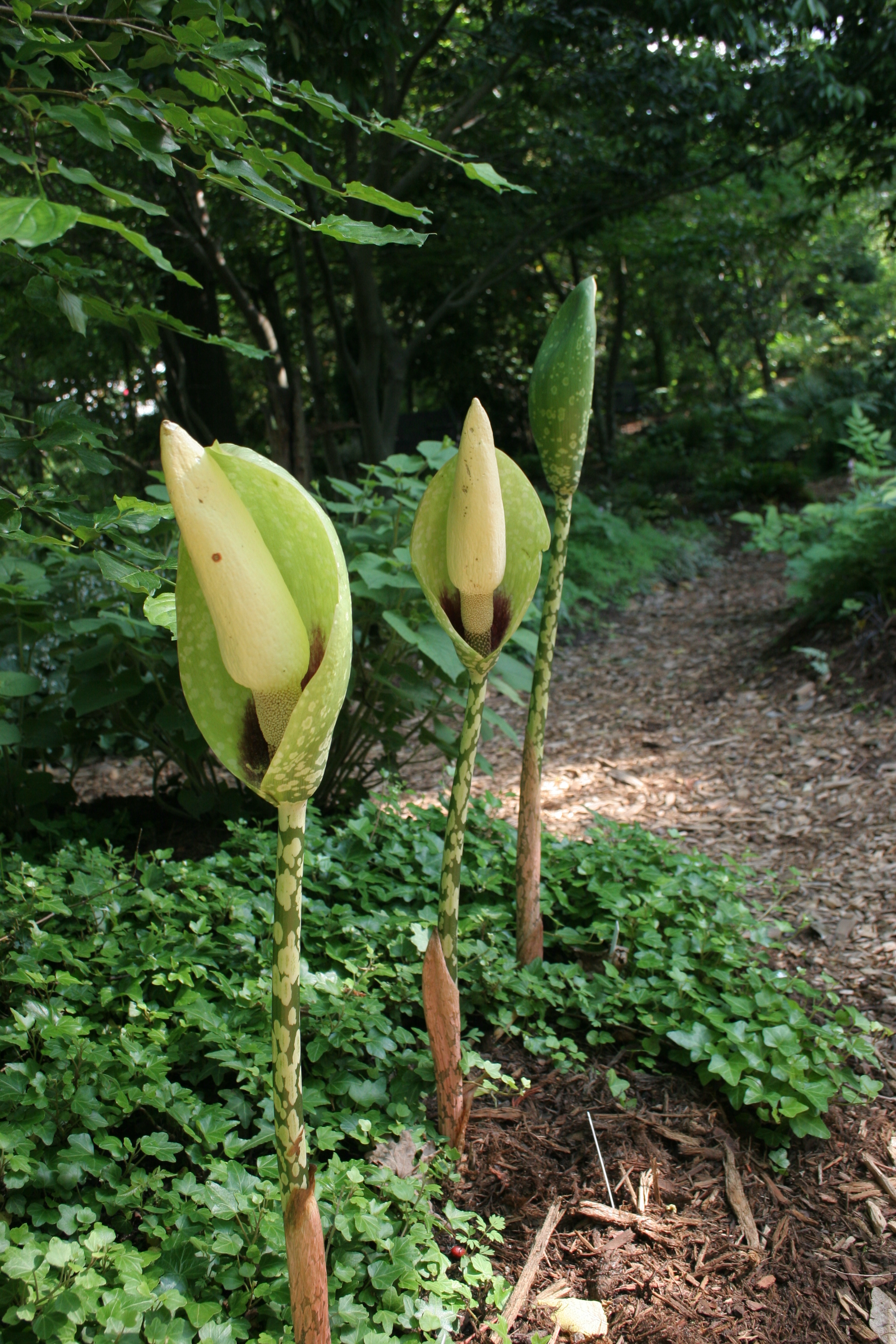
Blütenstände von Amorphophallus dunnii

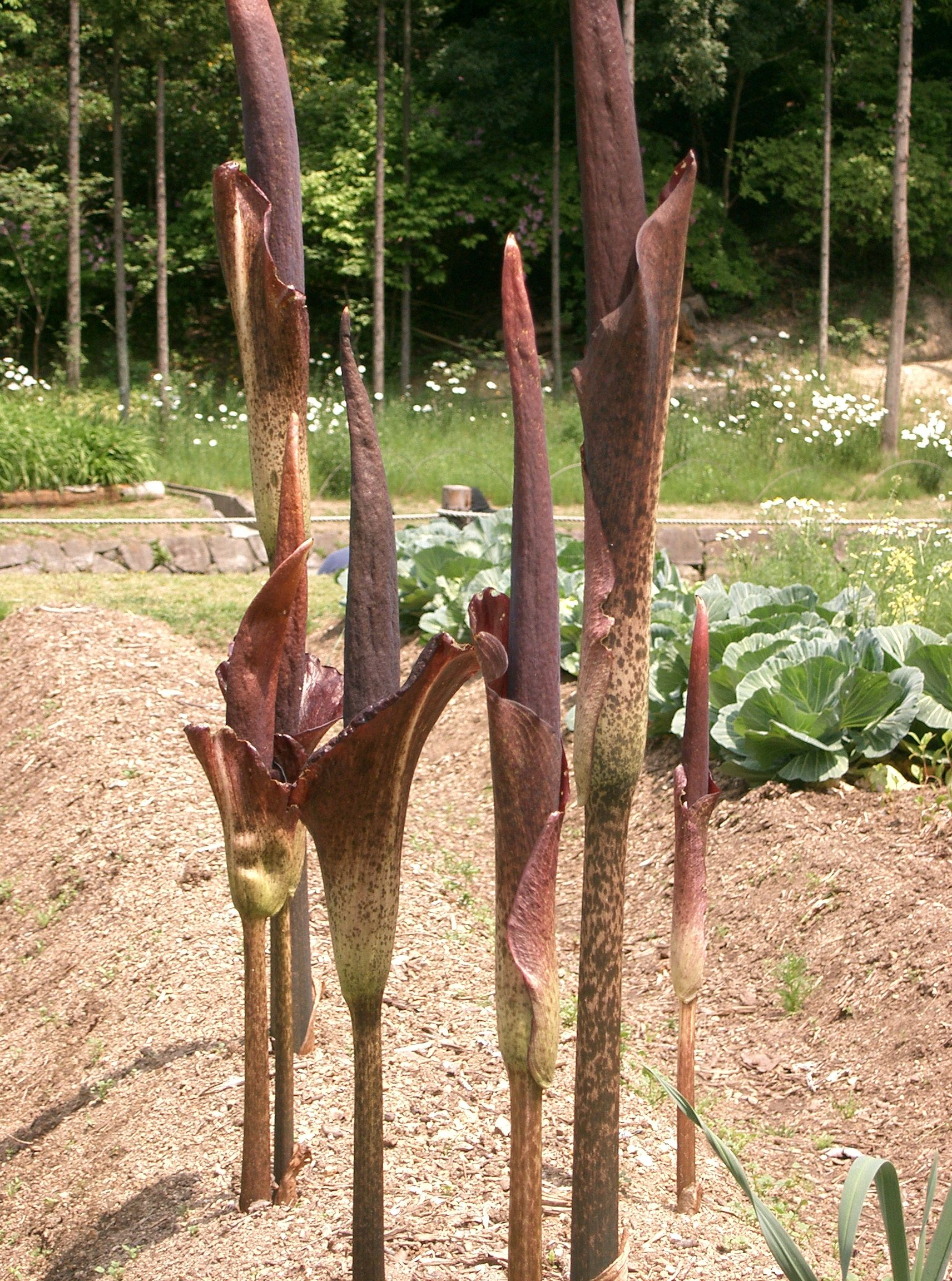
Blütenstände von Amorphophallus konjac in Kultur

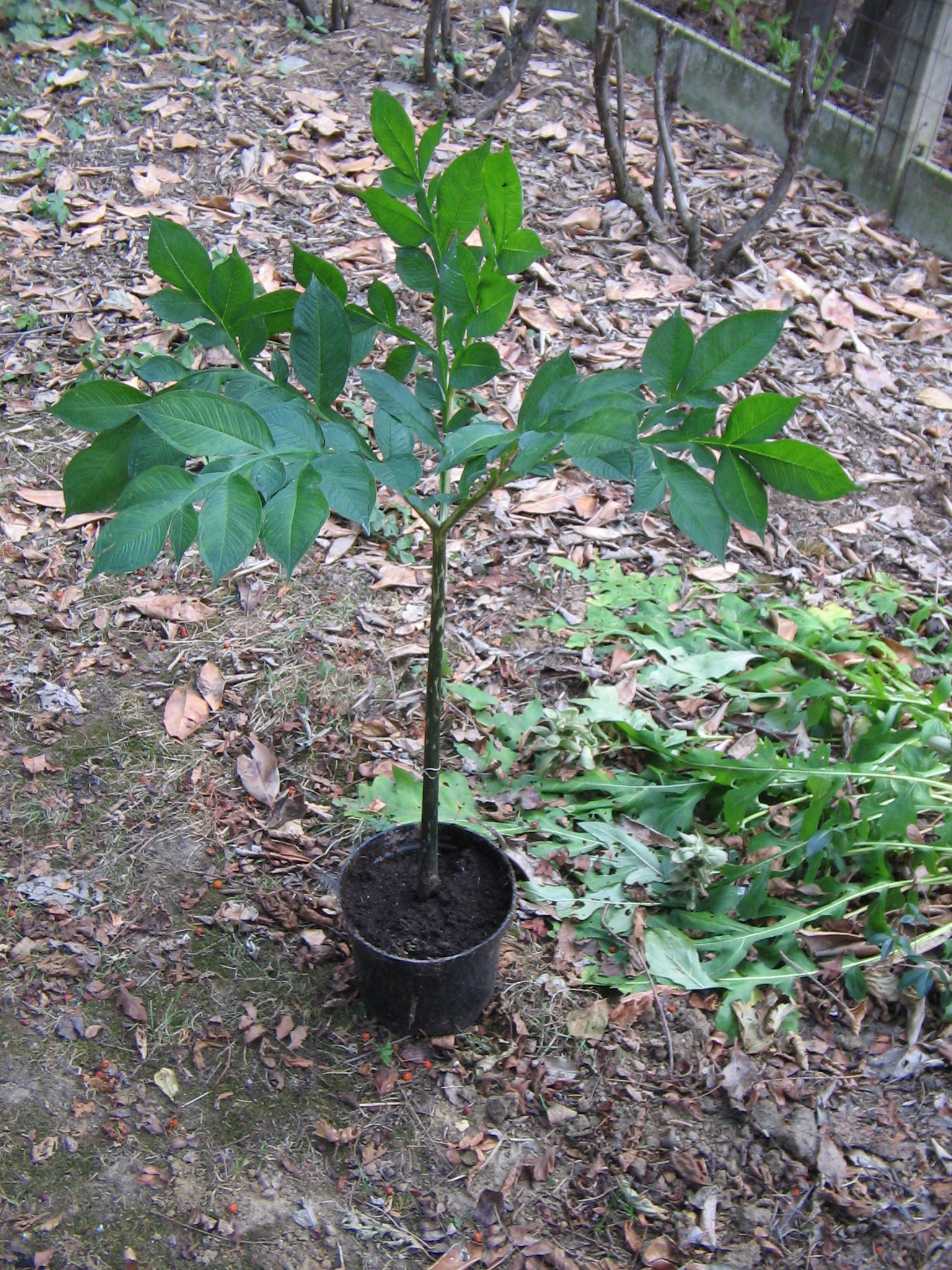
Vegetatives Stadium in Kultur von Amorphophallus napalensis mit gestieltem Laubblatt mit geteilter Blattspreite

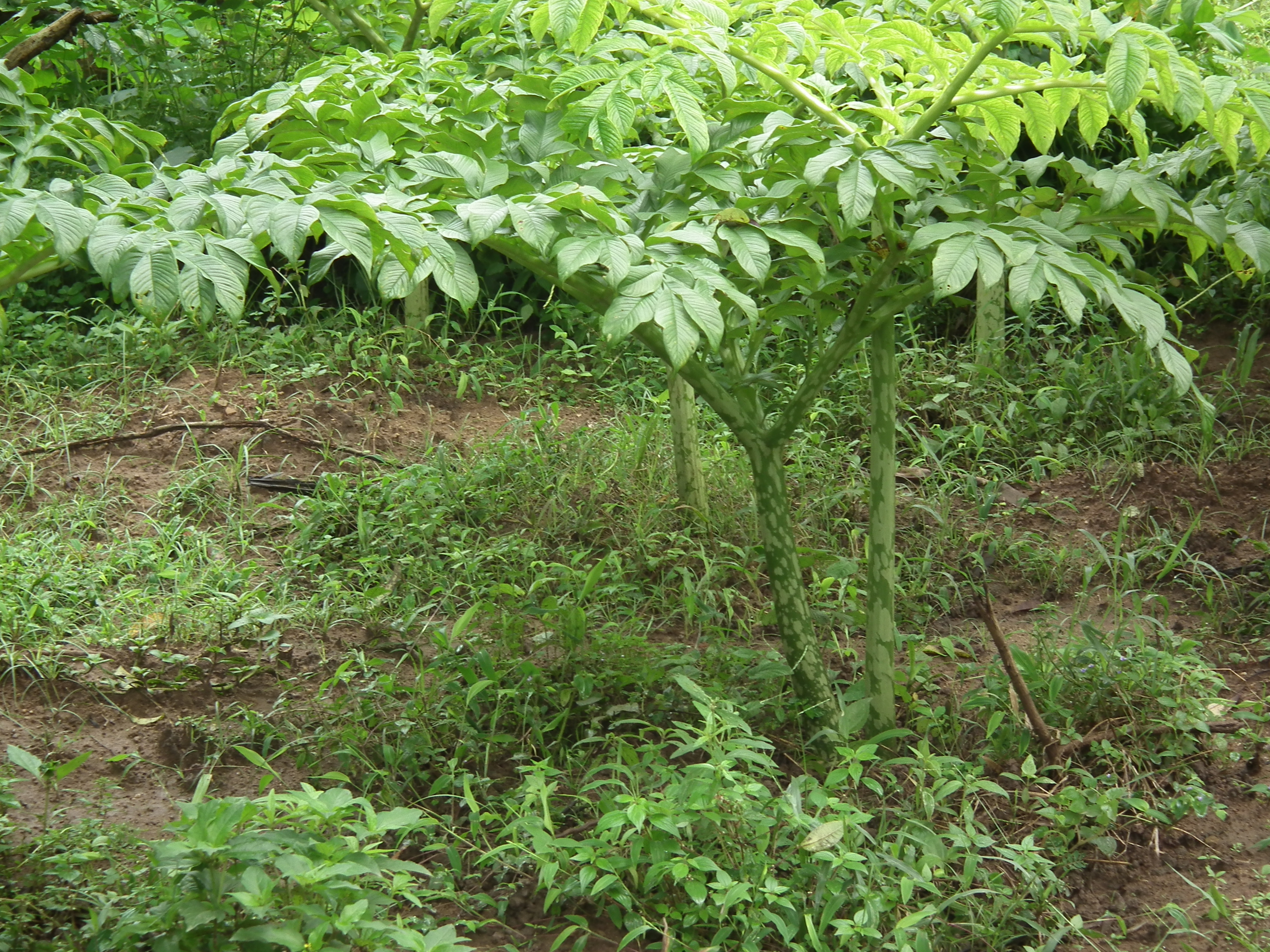
Vegetatives Stadium von Amorphophallus paeoniifolius mit gestielten Laubblättern mit geteilten Blattspreiten

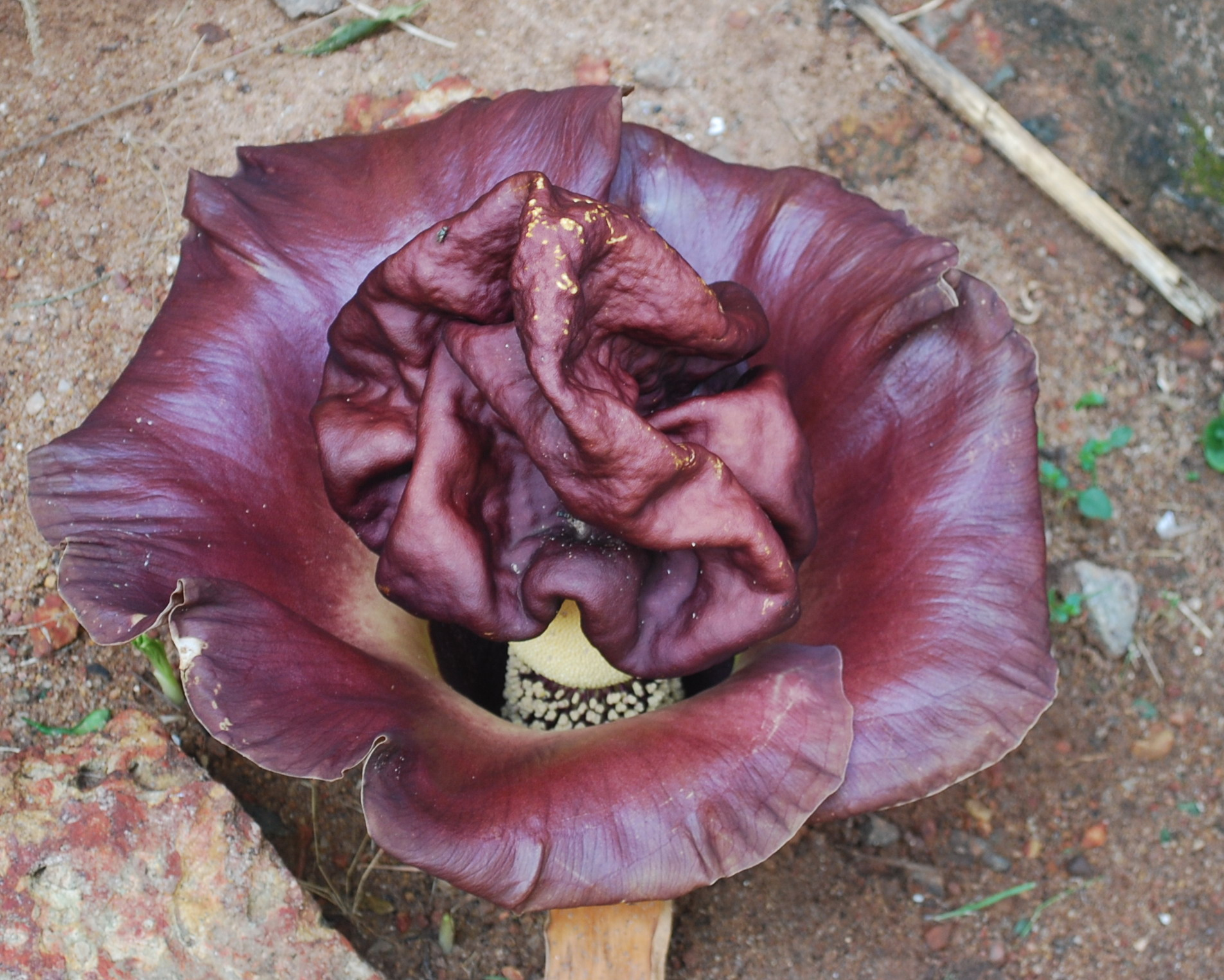
Blütenstand von Amorphophallus paeoniifolius

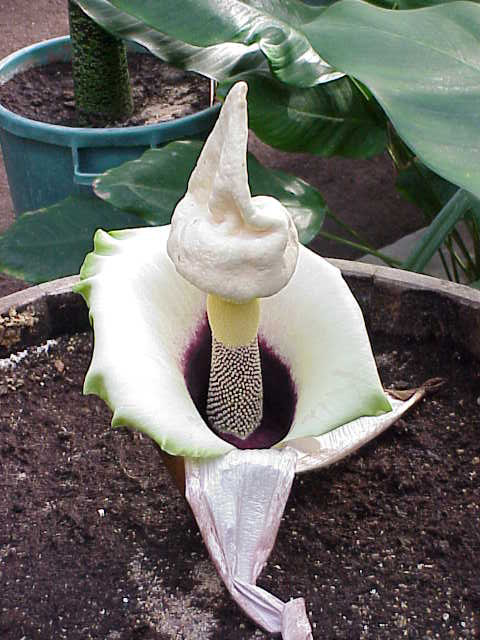
Blütenstand von Amorphophallus prainii

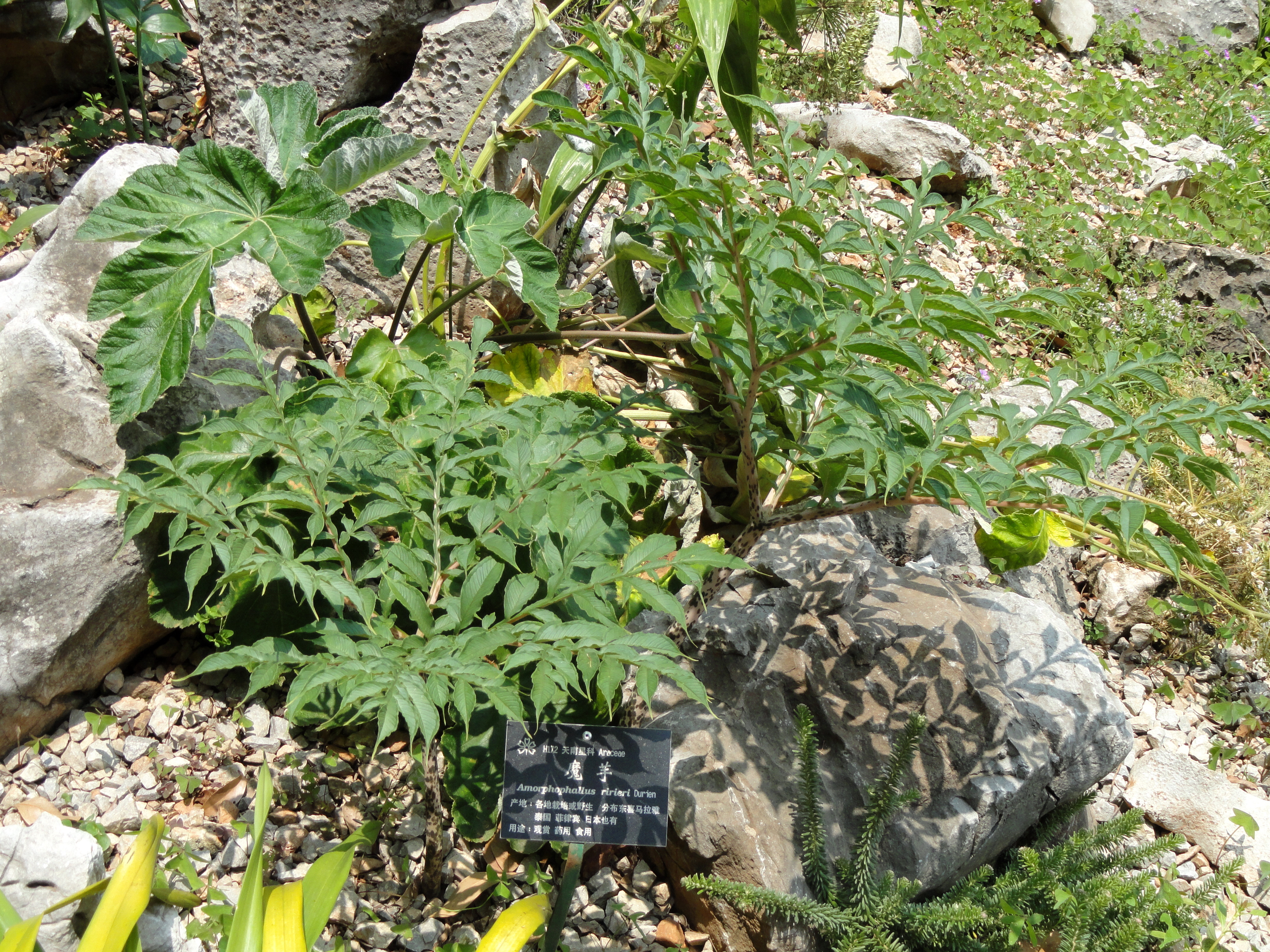
Vegetatives Stadium von Amorphophallus rivieri mit gestielten Laubblättern mit geteilten Blattspreiten

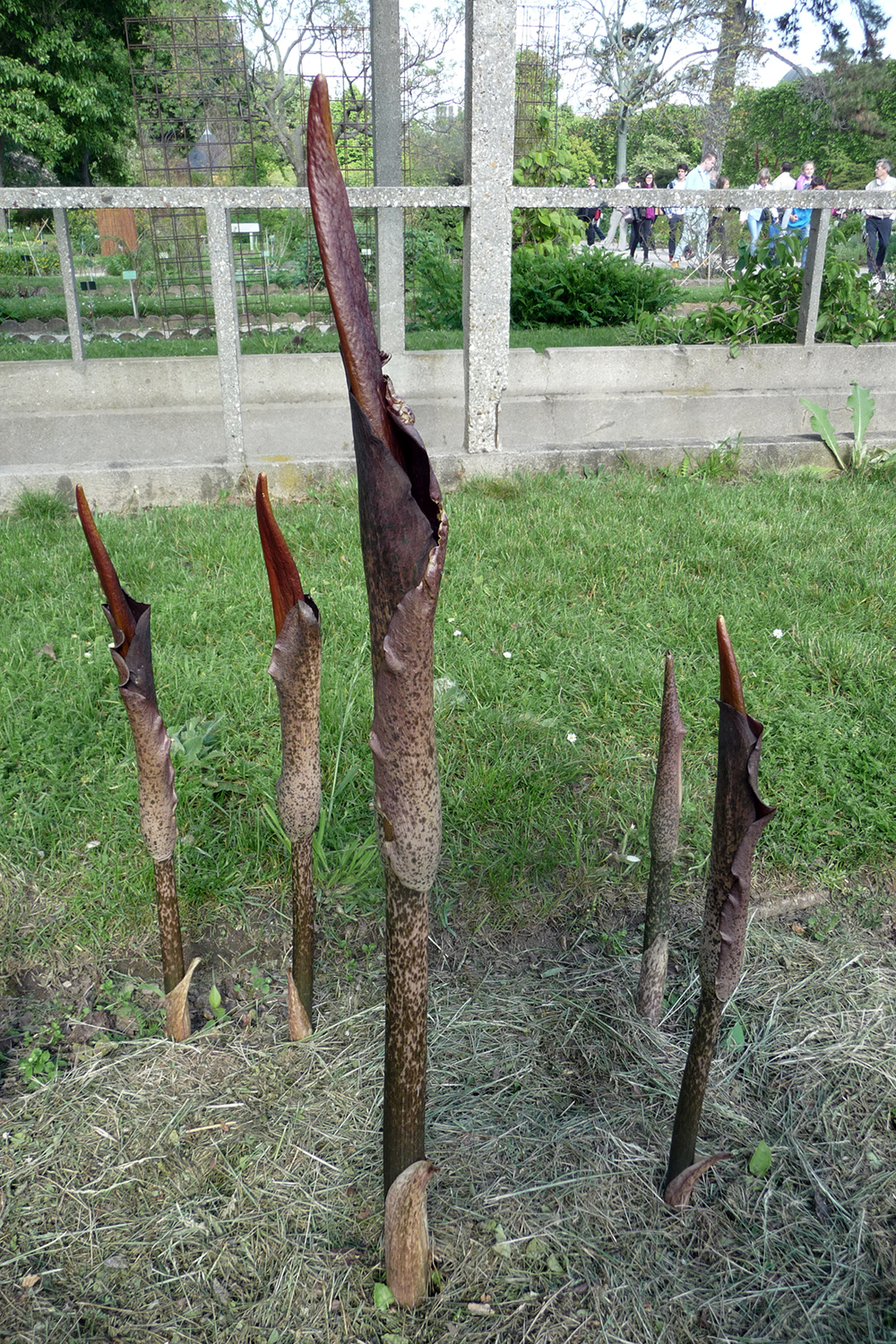
Blütenstände von Amorphophallus rivieri

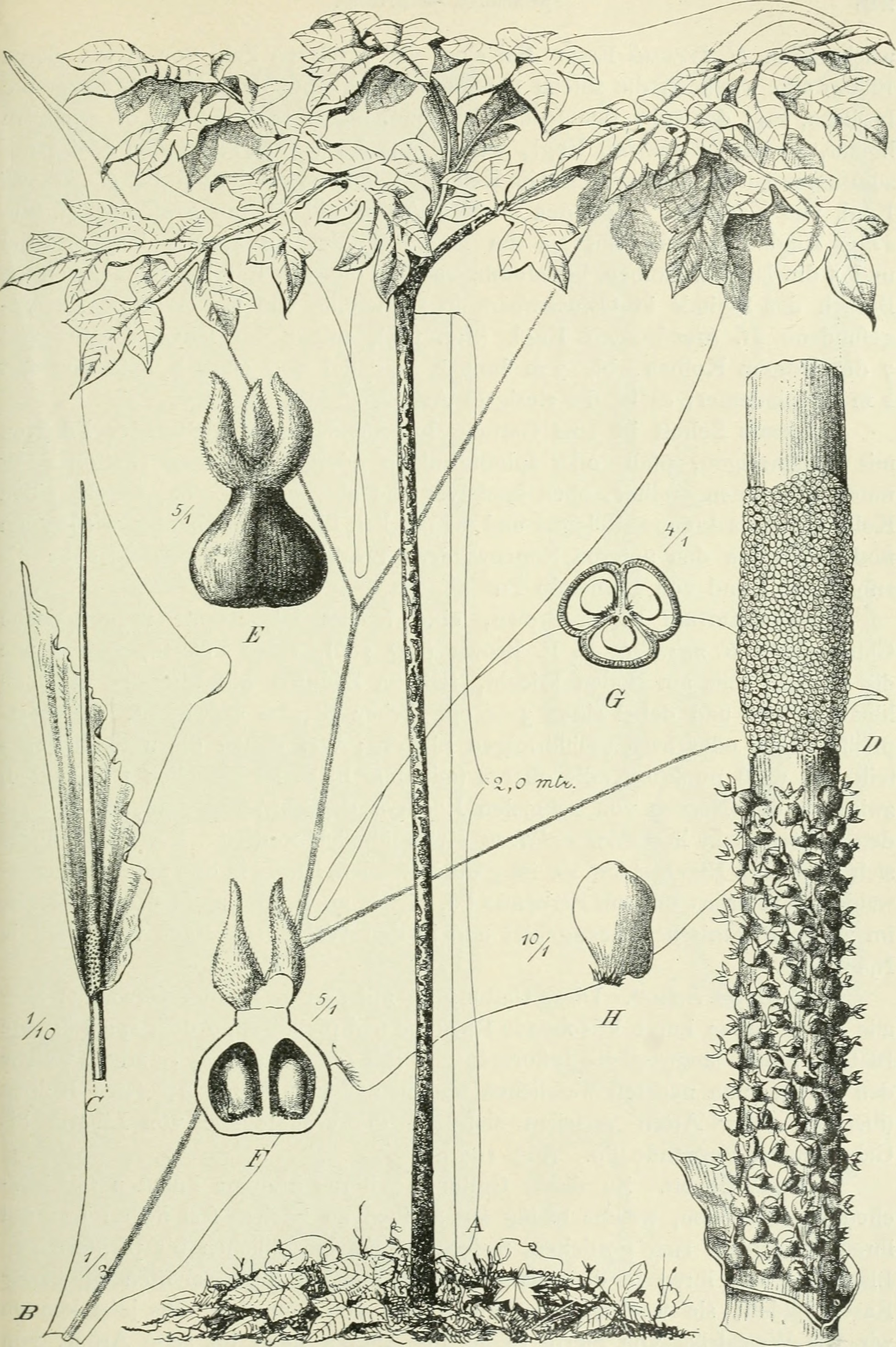
Illustration von Amorphophallus stuhlmannii

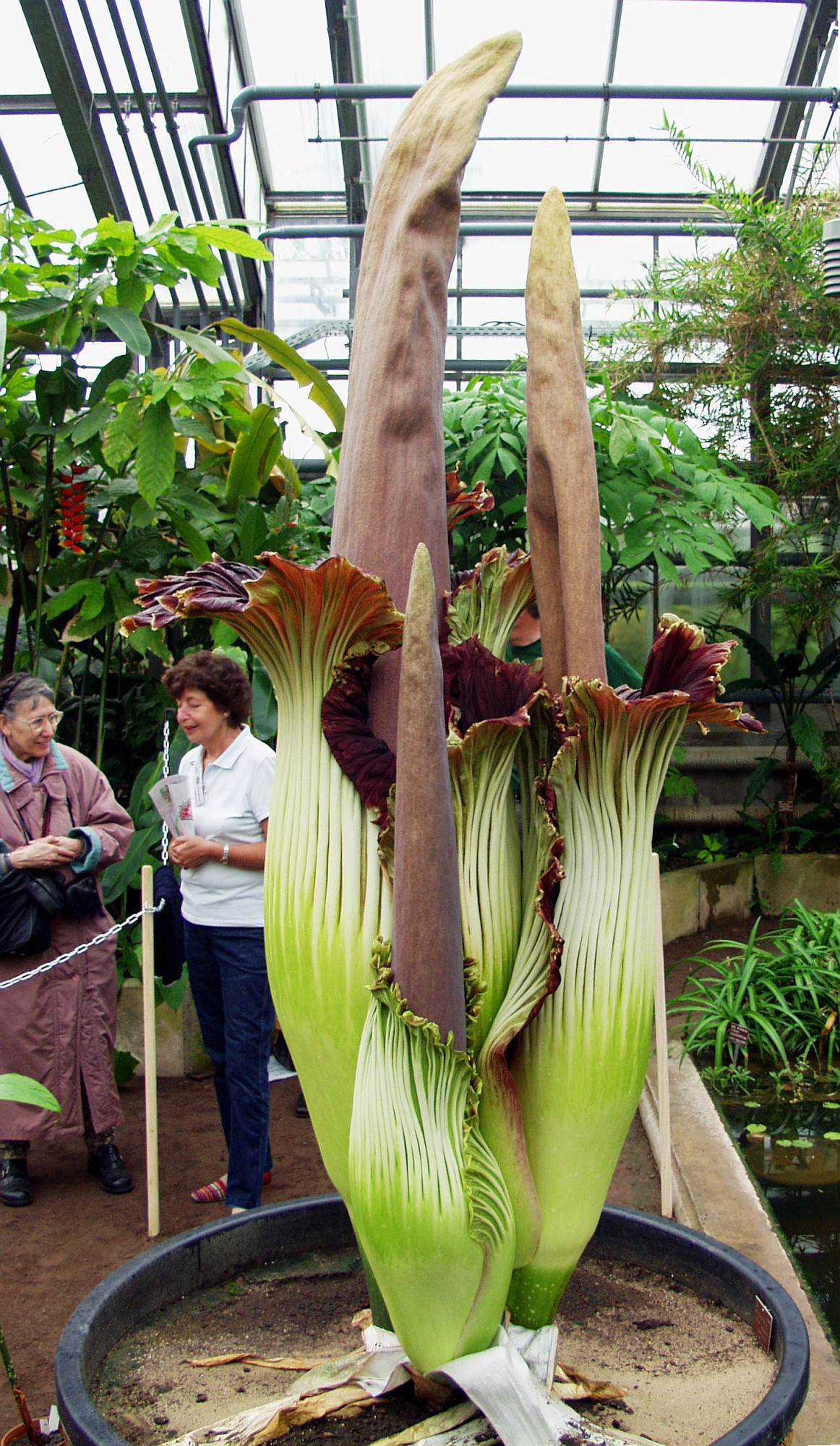
Titanenwurz (Amorphophallus titanum) mit drei Blütenständen am 14. Mai 2006 im Botanischen Garten in Bonn

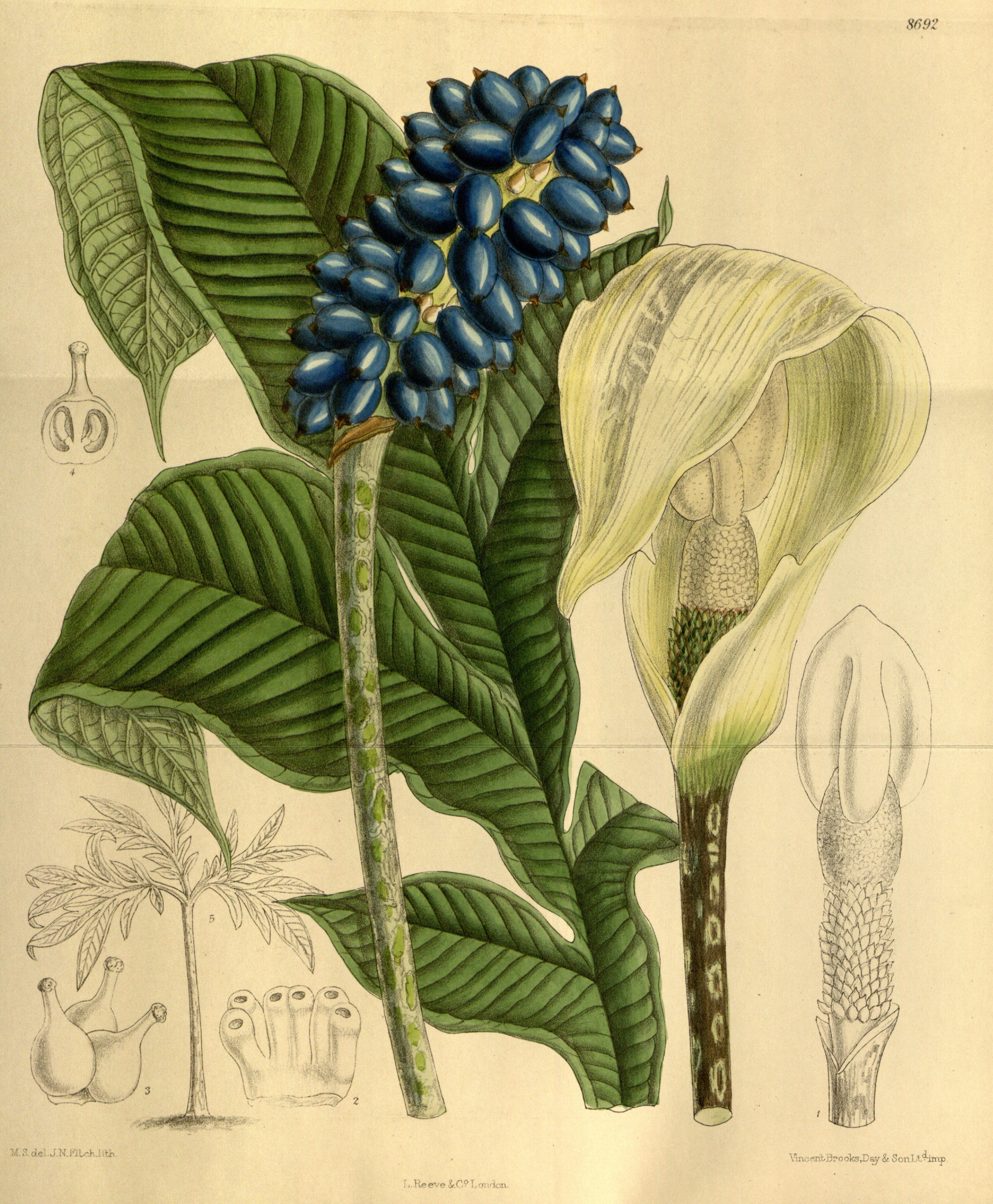
Illustration von Amorphophallus variabilis

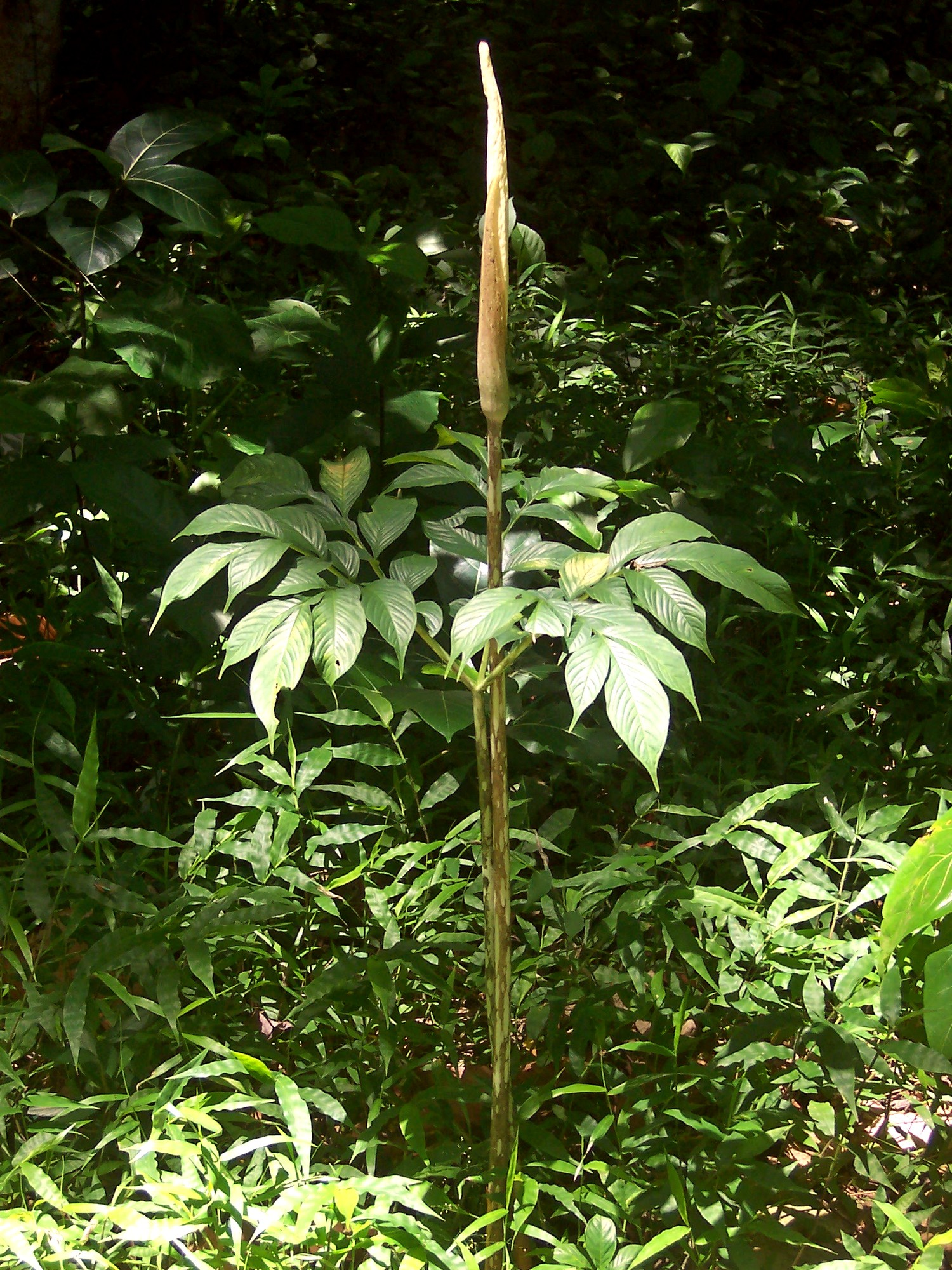
Habitus und Blütenstand von Amorphophallus variabilis aus dem westlichen Java

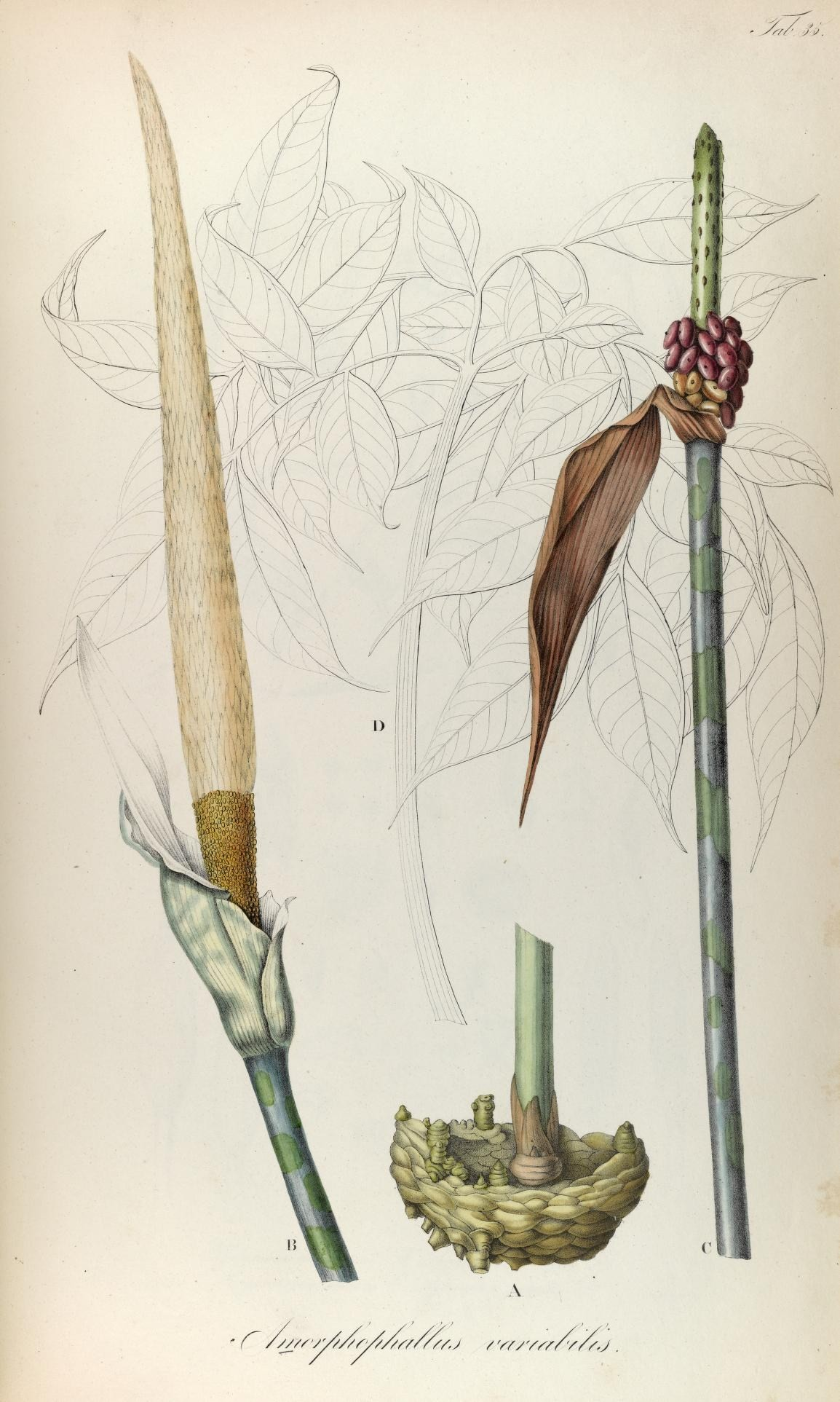
Illustration von Amorphophallus yunnanensis

- Amorphophallus aberrans Hett.: Thailand.[4]
- Amorphophallus abyssinicus (Rich.) N.E.Br.: Drei Unterarten, tropisches bis subtropisches Afrika.[4]
- Amorphophallus adamsensis L.M.Magtoto et al.: Philippinen.[4]
- Amorphophallus albispathus Hett.: Südliches Thailand.[4]
- Amorphophallus albus Liu & Wei: China, südliches Sichuan sowie nordöstliches Yunnan.[6]
- Amorphophallus amygdaloides Hett. & M.Sizemore: Südwestliches Thailand.[4]
- Amorphophallus andranogidroensis Hett. & Mangelsdorff: Westliches Madagaskar.[4]
- Amorphophallus angolensis (Welw. ex Schott) N.E.Br.: Zwei Unterarten, Gabun, Angola, Zaire sowie im Sudan.[4]
- Amorphophallus angulatus Hett. & A.Vogel: Sarawak.[4]
- Amorphophallus angustispathus Hett.: Myanmar.[4]
- Amorphophallus ankarana Hett.: Nördliches Madagaskar.[4]
- Amorphophallus annulifer Hett.: Java.[4]
- Amorphophallus antsingyensis Bogner, Hett. & Ittenb.: Westliches Madagaskar.[4]
- Amorphophallus aphyllus (Hook.) Hutch.: Tropisches Westafrika bis zum Tschad.[4]
- Amorphophallus arcuspadix A.Galloway, A.Ongsakul, & P.Schmidt: Laos.[4]
- Amorphophallus asper Engl.: Sumatra.[4]
- Amorphophallus asterostigmatus Bogn. & Hett.: Zentralthailand.[4]
- Amorphophallus atrorubens Hett. & M.Sizemore: Nordöstliches Thailand.[4]
- Amorphophallus atroviridis Hett.: Zentralthailand.[4]
- Amorphophallus bangkokensis Gagn.: Thailand.[4]
- Amorphophallus barbatus A. Galloway & A.Ongsakul: Laos.[4]
- Amorphophallus barthlottii Ittenb. & Lobin: Elfenbeinküste, Liberia.[4]
- Amorphophallus baumannii (Engl.) N.E.Br.: Tropisches Westafrika bis zum Tschad.[4]
- Amorphophallus beccarii Engl.: Sumatra.[4]
- Amorphophallus bequaertii De Wildeman: Östliche Demokratische Republik Kongo.[4]
- Amorphophallus bhandarensis S.R.Yadav, Kahalkar & Bhuskute: Maharashtra.[4]
- Amorphophallus bognerianus Sivad. & Jaleel: Arunachal Pradesh.[4]
- Amorphophallus bolikhamxayensis A.Galloway, A.Ongsakul & P.Schmidt: Laos.[4]
- Amorphophallus bonaccordensis Sivadasan, Mohanan & Rajkumar: Kerala.[4]
- Amorphophallus borneensis (Engl.) Engl. & Gehrm.: Borneo.[4]
- Amorphophallus boyceanus Hett.: Malaiische Halbinsel.[4]
- Amorphophallus brachyphyllus Hett.: Nordwestliches Borneo.[4]
- Amorphophallus brevipetiolatus A.Galloway, A.Ongsakul & P.Schmidt: Zentrallaos.[4]
- Amorphophallus brevispathus Gagn.: Zentralthailand.[4]
- Amorphophallus bubenensis J.T.Yin & Hett.: Yunnan.[4]
- Amorphophallus bufo Ridl.: Malaiische Halbinsel.[4]
- Amorphophallus bulbifer (Roxb.) Bl.: Südliches sowie nordöstliches Indien, Himalaya bis Myanmar.[4]
- Amorphophallus calabaricus N.E.Br.: Zwei Unterarten, Zaire, Benin, Uganda, Nigeria, westliches Kenia sowie westliches Kamerun.[4]
- Amorphophallus canaliculatus Ittenb., Hett. & Lobin: Nördliches Gabun.[4]
- Amorphophallus candidissimus X.Gong & H.Li: Vietnam.[4]
- Amorphophallus carneus Ridl.: Von der Malaiischen Halbinsel bis zur südlichen Thailändischen Halbinsel.[4]
- Amorphophallus chlorospathus Kurz ex Hook. f.: Südliches Myanmar.[4]
- Amorphophallus cicatricifer Hett.: Südwestliches Thailand.[4]
- Amorphophallus cirrifer Stapf: Thailand.[4]
- Amorphophallus claudelii A.Galloway & A.Ongsakul: Laos.[4]
- Amorphophallus coaetaneus Liu & Wei: Östliches sowie nördliches Vietnam und Guangxi (nur Guiping, Rongshui) sowie Yunnan.[6]
- Amorphophallus commutatus: Südwestliches Indien.[4]
- Amorphophallus consimilis Bl.: Senegal und Gambia.[4]
- Amorphophallus corrugatus N.E.Br.: Nördliches Myanmar, nördliches Thailand und Guangxi sowie südöstliches Yunnan.[6]
- Amorphophallus costatus Hett.: Sarawak, Kalimantan.[4]
- Amorphophallus coudercii (Bogn.) Bogn.: Kambodscha.[4]
- Amorphophallus crispifolius A.Galloway, Ongsakul & Petra Schmidt: Laos.[4]
- Amorphophallus croatii Hett. & A.Galloway: Laos.[4]
- Amorphophallus cruddasianus Prain ex Engl.: Nördliches Thailand, Myanmar, Laos.[4]
- Amorphophallus curvistylis Hett.: Südwestliches Thailand.[4]
- Amorphophallus dactylifer Hett.: Philippinen.[4]
- Amorphophallus declinatus Hett.: Philippinen.[4]
- Amorphophallus decus-silvae Backer & Alderw.: Westliches Java.[4]
- Amorphophallus discophorus Backer & Alderw.: Östliches Java.[4]
- Amorphophallus dracontioides (Engl.) N.E.Br.: Tropisches Westafrika bis zur Zentralafrikanischen Republik.[4]
- Amorphophallus dunnii Tutch.: Guangdong sowie Guangxi.[4]
- Amorphophallus dzui Hett.: Vietnam.[4]
- Amorphophallus eburneus Bogn.: Sarawak.[4]
- Amorphophallus echinatus Bogn. & Mayo: Südwestliches Thailand.[4]
- Amorphophallus eichleri (Engl.) Hook. f.: Demokratische Republik Kongo.[4]
- Amorphophallus elatus Ridl.: Östliches Malaysia sowie Thailändische Halbinsel.[4]
- Amorphophallus elegans Ridl.: Östliches Malaysia sowie Thailändische Halbinsel.[4]
- Amorphophallus elliottii Hook. f.: Sierra Leone.[4]
- Amorphophallus erythrorrhachis Hett., O.Pronk & R.Kaufmann: Westliches Madagaskar.[4]
- Amorphophallus excentricus Hett.: Thailändische Halbinsel.[4]
- Amorphophallus fallax (Serebryanyi) Hett. & Claudel: Südliches Vietnam.[4]
- Amorphophallus ferruginosus A.Galloway: Zentrallaos.[4]
- Amorphophallus flotoi (S.Y.Hu) Govaerts: Thailand, Laos, Kambodscha und Vietnam.[4]
- Amorphophallus forbesii Engl.: Sumatra.[4]
- Amorphophallus fuscus Hett.: Nördliches Thailand.[4]
- Amorphophallus galbra F.M.Bail.: Neuguinea bis Nordaustralien.[4]
- Amorphophallus gallaensis (Engl.) N.E.Br.: Äthiopien, Somalia sowie Kenia.
- Amorphophallus gallowayi Hett.: Laos.[4]
- Amorphophallus gigas Teijsm. & Binnend.: Sumatra.[4]
- Amorphophallus glaucophyllus Hett. & Serebr.: Thailand.[4]
- Amorphophallus gliruroides Engl.: Nördliches Myanmar.[4]
- Amorphophallus glossophyllus Hett.: Vietnam.[4]
- Amorphophallus goetzei (Engl.) N.E.Br.: Tansania, Mosambik und Demokratische Republik Kongo.[4]
- Amorphophallus gomboczianus Pic.Serm.: Äthiopien.[4]
- Amorphophallus gracilior Hutch.: Nigeria und das südliche Benin.[4]
- Amorphophallus gracilis Engl.: Östliches Sumatra.[4]
- Amorphophallus haematospadix Hook. f.: Östliches Malaysia und Thailändische Halbinsel.[4]
- Amorphophallus harmandii Engl. & Gehrm.: Kambodscha, Laos, Thailand und Vietnam.[4]
- Amorphophallus hayi Hett.: Nördliches Vietnam und südöstliches Yunnan.[6]
- Amorphophallus hemicryptus Hett. & Maxw.: Kambodscha.[4]
- Amorphophallus henryi N.E.Br.: Taiwan.[6]
- Amorphophallus hetterscheidii Ittenb. & Lobin: Gabun, Zaire sowie Zentralafrikanische Republik.[4]
- Amorphophallus hewittii Alderw.: Borneo.[4]
- Amorphophallus hildebrandtii (Engl.) Engl. & Gehrm.: Nordwestliches Madagaskar.[4]
- Amorphophallus hirsutus Teijsm. and Binn. & Binnend.: Nikobaren und westliches Sumatra.[4]
- Amorphophallus hirtus N.E.Br.: Taiwan.[6]
- Amorphophallus hohenackeri (Schott) Engl. & Gehrm.:Südwestliches Indien.[4]
- Amorphophallus hottae Bogn. & Hett.: Sabah und Sarawak.[4]
- Amorphophallus impressus Ittenb.: Südliches Tansania sowie Malawi.[4]
- Amorphophallus infundibuliformis Hett., Dearden & A.Vogel: Sarawak.
- Amorphophallus interruptus Engl. & Gehrm.: Nördliches Vietnam.
- Amorphophallus johnsonii N.E.Br.: Elfenbeinküste, Burkina Faso, Ghana, Guinea, Liberia, Mali.
- Amorphophallus josefbogneri Hett.: Thailand.[4]
- Amorphophallus julaihii Ipor, Tawan & P.C.Boyce: Sarawak.[4]
- Amorphophallus juliae P.C.Boyce & Hett.: Sarawak.[4]
- Amorphophallus kachinensis Engl. & Gehrm.: Nördliches Thailand, Laos, nördliches Myanmar (Kachin-Staat) und südliches sowie westliches Yunnan.[6]
- Amorphophallus khammouanensis A.Galloway: Laos.[4]
- Amorphophallus kiusianus (Makino) Makino: Kyushu, Taiwan sowie Anhui, Fujian, Guangdong, Hunan, Jiangxi und Zhejiang.[6][4]
- Amorphophallus konjac K.Koch
- Amorphophallus konkanensis Hett., Yadav & Patil: Südwestliches Indien.[4]
- Amorphophallus koratensis Gagn.: Kambodscha, Thailand und Laos.[4]
- Amorphophallus krausei Engl.: Bangladesch, Laos, nördliches Myanmar, nördliches Thailand und Yunnan.[6]
- Amorphophallus kuznetsovii (Serebryanyi) Hett. & Claudel: Südliches Vietnam.[4]
- Amorphophallus lambii Mayo & Widj.: Borneo.[4]
- Amorphophallus lanceolatus (Serebryanyi) Hett. & Claudel: Südliches Vietnam.[4]
- Amorphophallus lanuginosus Hett.: Vietnam.[4]
- Amorphophallus laoticus Hett.: Laos.[4]
- Amorphophallus lewallei Malaisse & Bamps: Burundi.[4]
- Amorphophallus linearis Gagn.: Thailand.[4]
- Amorphophallus linguiformis Hett.: Kalimantan.[4]
- Amorphophallus longicomus Hett. & M.Serebryanyi: Vietnam.[4]
- Amorphophallus longiconnectivus Bogn.: Zentralindien.[4]
- Amorphophallus longispathaceus Engl. & Gehrm.: Mindanao.[4]
- Amorphophallus longistylus Kurz ex Hook. f.: Südliche Andamanen.[4]
- Amorphophallus longituberosus (Engl.) Engl. & Gehrm.: Nordwestliches Malaysia sowie Thailand und Bangladesch.[4]
- Amorphophallus lunatus Hett. & M.Sizemore: Thailand.[4]
- Amorphophallus luzoniensis Merr.: Luzon.[4]
- Amorphophallus lyratus (Roxb.) Kunth: Südöstliches Indien.[4]
- Amorphophallus macrophyllus (Gagnep. ex Serebryanyi) Hett. & Claudel: Thailand und südwestliches Vietnam.[4]
- Amorphophallus macrorhizus Craib: Nördliches Thailand.[4]
- Amorphophallus mangelsdorffii Bogn.: Madagaskar.[4]
- Amorphophallus manta Hett. & Ittenb.: Sumatra und Malaysia.[4]
- Amorphophallus margaritifer (Roxb.) Kunth: Indien, Bangladesch und Myanmar.[4]
- Amorphophallus margretae Ittenb.: Östliche Demokratische Republik Kongo.[4]
- Amorphophallus maximus (Engl.) N.E.Br.: Zwei Unterarten, eine von Tansania bis Simbabwe, eine vom südlichen Somalia bis östlichen Kenia.[4]
- Amorphophallus maxwellii Hett.: Südwestliches Thailand.[4]
- Amorphophallus mekongensis Engl. & Gehrm.: Laos und Vietnam.[4]
- Amorphophallus merrillii Krause: Philippinen.[4]
- Amorphophallus mildbraedii Krause: Östliches Kamerun.[4]
- Amorphophallus minor Ridl.: Malaysia.[4]
- Amorphophallus mossambicensis (Schott ex Garcke) N.E.Br.: Mosambik, Tansania, Simbabwe, Sambia und die Demokratische Republik Kongo.[4]
- Amorphophallus muelleri Bl. Westliches Thailand, Myanmar, die Andamanen, Sumatra, Borneo, Java, Timor und Sulawesi.[4]
- Amorphophallus mullendersii Malaisse & Bamps: Demokratische Republik Kongo, Angola.[4]
- Amorphophallus myosuroides Hett. & A.Galloway:Laos.[4]
- Amorphophallus mysorensis Barnes & Fischer: Südwestliches Indien.[4]
- Amorphophallus napalensis (Wall.) Bogn. & Mayo: Nepal bis Bangladesch.[4]
- Amorphophallus napiger Gagn.: Östliches Thailand, Laos und Vietnam.[4]
- Amorphophallus natolii Hett., A.Wistuba, V.B.Amoroso, M.Medecilo & C.Claudel: Philippinen.[4]
- Amorphophallus niahensis P.C.Boyce & Hett.: Sarawak.[4]
- Amorphophallus nicolaii Hett.: Vietnam.[4]
- Amorphophallus nicolsonianus Sivad.: Kerala.[4]
- Amorphophallus obscurus Hett. & M.Sizemore: Östliches Thailand.[4]
- Amorphophallus ochroleucus Hett. & V.D.Nguyen: Vietnam.[4]
- Amorphophallus ongsakulii Hett. & A.Galloway: Laos.[4]
- Amorphophallus operculatus Hett. & M.Sizemore: Thailand.[4]
- Amorphophallus opertus Hett.: Vietnam.[4]
- Amorphophallus paeoniifolius (Dennst.) Nicols.: Guangdong, Guangxi, Hainan sowie Yunnan und Taiwan, Bangladesch, Indien, Sri Lanka, Indonesien, Laos, Myanmar, Thailand, Vietnam, auf den Philippinen, Neuguinea, im nördlichen Australien und auf Pazifischen Inseln.[4][6]
- Amorphophallus palawanensis Bogn. & Hett.: Palawan.[4]
- Amorphophallus perrieri Hett. & Wahlert: Madagaskar.[4]
- Amorphophallus pendulus Bogn. & Mayo: Brunei und Sarawak.[4]
- Amorphophallus perakensis Engl.: Malaiische Halbinsel.[4]
- Amorphophallus pilosus Hett.: Vietnam.[4]
- Amorphophallus plicatus Bok & Lam: Nördliches Sulawesi.[4]
- Amorphophallus polyanthus Hett. & M.Sizemore: Nordöstliches Thailand.[4]
- Amorphophallus prainii Hook. f.: Thailand, Malaysia, Sumatra und Laos.[4]
- Amorphophallus preussii (Engl.) N.E.Br.: Westliches Kamerun.[4]
- Amorphophallus prolificus Hett. & A.Galloway: Thailand.[4]
- Amorphophallus pseudoharmandii Hett. & C.Claudel: Indochina.[4]
- Amorphophallus pulchellus Hett. & Schuit.: Laos.[4]
- Amorphophallus purpurascens Kurz ex Hook. f.: Myanmar.[4]
- Amorphophallus pusillus Hett. & Serebr.: Vietnam.[4]
- Amorphophallus putii Gagn.: Thailand und Myanmar.[4]
- Amorphophallus pygmaeus Hett.: Thailand.[4]
- Amorphophallus ranchanensis Ipor, A.Simon & Meekiong: Sarawak.[4]
- Amorphophallus ravenii V.D.Nguyen & Hett.: Laos.[4]
- Amorphophallus reflexus Hett. & A.Galloway: Thailand.[4]
- Amorphophallus rhizomatosus Hett.: Nördliches Vietnam und Laos.[4]
- Amorphophallus richardsiae Ittenb.: Nordöstliches Sambia.[4]
- Amorphophallus rostratus Hett.: Philippinen.[4]
- Amorphophallus rugosus Hett. & A.Lamb: Sabah.[4]
- Amorphophallus sagittarius Steen.: Westliches Java.[4]
- Amorphophallus salmoneus Hett.: Philippinen.[4]
- Amorphophallus saraburensis Gagn.: Zentralthailand.[4]
- Amorphophallus saururus Hett.: Nordöstliches Thailand.[4]
- Amorphophallus scaber Serebr. & Hett.: Vietnam.[4]
- Amorphophallus schmidtiae Hett. & A.Galloway: Laos.[4]
- Amorphophallus scutatus Hett. & T.C.Chapman: Zentralthailand.[4]
- Amorphophallus serrulatus Hett. & A.Galloway: Thailand.[4]
- Amorphophallus shyamsalilianus J.V.Gadpay., Somkuwar & A.A.Chaturv.: Maharashtra.[4]
- Amorphophallus sinuatus Hett. & V.D.Nguyen: Vietnam.[4]
- Amorphophallus sizemoreae Hett.: Thailand.[4]
- Amorphophallus smithsonianus Sivad.: Südwestliches Indien.[4]
- Amorphophallus sparsiflorus Hook. f.: Malaiische Halbinsel.[4]
- Amorphophallus spectabilis (Miq.) Engl. nom. cons.: Westliches Java.[4]
- Amorphophallus staudtii (Engl.) N.E.Br.: Kamerun, Elfenbeinküste und Republik Kongo.[4]
- Amorphophallus stuhlmannii (Engl.) Engl. & Gehrm.: Zwei Unterarten, eine in der Demokratischen Republik Kongo, eine in Tansania, Kenia und der Demokratischen Republik Kongo.[4]
- Amorphophallus subpedatus V.D.Nguyen & Hett.: Nördliches Vietnam.
- Amorphophallus sumawongii (Bogn.) Bogn.: Südöstliches Thailand.[4]
- Amorphophallus suwidjianus Ipor, Tawan & Meekiong: Kalimantan.[4]
- Amorphophallus sylvaticus (Roxb.) Kunth: Südliches Indien sowie Sri Lanka.[4]
- Amorphophallus symonianus Hett. & M.Sizemore: Thailand.[4]
- Amorphophallus synandrifer Hett. & V.D.Nguyen: Vietnam.[4]
- Amorphophallus taurostigma Ittenb. & Hett.: Nördliches und westliches Madagaskar.[4]
- Amorphophallus tenuispadix Hett.: Südliches Thailand.[4]
- Amorphophallus tenuistylis Hett.: Südliches Thailand und Kambodscha.[4]
- Amorphophallus terrestris Hett. & C.Claudel: Thailand.[4]
- Amorphophallus teuszii (Engl.) N.E.Br.: Demokratische Republik Kongo sowie Angola.[4]
- Amorphophallus thaiensis S.-Y.Hu: Nördliches Thailand.[4]
- Amorphophallus tinekeae Hett. & A.Vogel: Sabah.[4]
- Titanenwurz (Amorphophallus titanum (Becc.) Becc. ex Arcang.)[4]
- Amorphophallus tonkinensis Engl. & Gehrm.: Südöstliches Yunnan und nördliches Vietnam.[6]
- Amorphophallus tuberculatus Hett. & V.D.Nguyen: Nördliches Vietnam.[4]
- Amorphophallus variabilis Bl.: Java, Kleine Sundainseln und Philippinen.[4]
- Amorphophallus venustus Hett., A.Hay & J.Mood: Sabah.[4]
- Amorphophallus verticillatus Hett.: Vietnam.[4]
- Amorphophallus vogelianus Hett. & H.Billensteiner: Nördliches Thailand.[4]
- Amorphophallus xiei Li & Dao: Longchuan im westlichen Yunnan.[6]
- Amorphophallus yuloensis H.Li: Yunnan.[6]
- Amorphophallus yunnanensis Engl.: Laos, nördliches Thailand, nördliches Vietnam und Guangxi, Guizhou sowie Yunnan.[6]
- Amorphophallus zenkeri (Engl.) N.E.Br.: Zwei Unterarten, eine auf Bioko und eine in Kamerun, Nigeria sowie Äquatorialguinea.[4]

## Weltrekorde
Eine bekannte Art ist die Titanenwurz (Amorphophallus titanum), heimisch auf Sumatra (in einem schmalen Verbreitungsgebiet etwa 1° nördlich und südlich des Äquators), deren Blütenstand aus blütenbiologischer Sicht die größte Blume im Pflanzenreich bildet. Der Kolben des Blütenstandes kann eine Länge von 1,50 Meter erreichen. Im Botanischen Garten Bonn ist es schon mehrmals gelungen, Exemplare zur Blüte zu bringen. Am 23. Mai 2003 wurde ein Rekord durch die 3,06 Meter hohe Titanenwurzblütenstand im Botanischen Gärten in Bonn aufgestellt. Sie hat damit allerdings nicht den größten Blütenstand der Welt, denn den zweitlängsten mit etwa 6 Meter Höhe besitzt die Palme Corypha umbraculifera und den längsten die Bromelie Puya raimondii mit bis zu 8 Meter Höhe. Auch die größte Blüte ist es nicht, denn diese stellt die Rafflesia arnoldii.

## Nutzung
Einige Amorphophallus-Arten werden zur Nahrungsmittelgewinnung angebaut, beispielsweise Amorphophallus aphyllus, Amorphophallus campanulatus, Amorphophallus consimilis, Amorphophallus dracontioides und Amorphophallus sylvaticus. Araceae-Arten enthalten Calciumoxalat-Kristalle. Diese Substanz ist, wenn man frische Pflanzenteile isst, giftig und ist im Mund, auf der Zunge und im Rachen sehr unangenehm. Aber das Problem des Calciumoxalats ist durch Erhitzen oder Trocknen lösbar. Personen mit Rheumatismus, Arthritis, Neigung zur Bildung von Nierensteinen und Übersäuerung sollten mit Pflanzenteilen, die Calciumoxalat enthalten, jedoch sehr vorsichtig sein.
Die Konjakwurzel (Amorphophallus konjac) liefert Knollen, die vor allem in Asien genutzt werden. Die Knollen werden gegart gegessen. Nach dem Schälen, garen und versetzen mit Kalk wird das Konjakmehl, in Japan „Konnyaku“ genannt, (Lebensmittelzusatzstoff E425) gewonnen, dessen Kohlenhydrate zu 80 % unverdaulich sind und deshalb bei Diäten eingesetzt werden können.
Auch Amorphophallus paeonifolius wird besonders in Indien zur Nahrungsmittelgewinnung angebaut. Das Rhizom besitzt einen Durchmesser von bis zu 50 cm und wird vollkommen durchgegart gegessen. Auch die Blattstiele und Blattspreiten werden nach ausgiebigem Kochen gegessen.
Die medizinischen Wirkungen von Amorphophallus paeonifolius und Amorphophallus konjac wurden untersucht. Amorphophallus konjac hat insektizide Eigenschaften.
Die Titanenwurz (Amorphophallus titanum) wird selten als Zierpflanze verwendet. Weitere, bei Sammlern verbreitete Arten sind Amorphophallus albus, Amorphophallus bulbifer und Amorphophallus yunnanensis. Diese werden auch nicht ganz so groß und sind einfacher zu kultivieren als Amorphophallus titanum. Eine nahe verwandte Gattung des tropischen Afrikas ist Anchomanes, ihre Blattstandsschäfte sind bedornt.